# Alfa Romeo Motorsport
Der italienische Automobilhersteller Alfa Romeo hat in einem Zeitraum von nahezu 100 Jahren Motorsportgeschichte geschrieben. Außergewöhnliche Leistungen und zahlreiche Erfolge prägen die lange Geschichte dieses Engagements. Bereits in der Vorkriegszeit hatte sich das Mailänder Unternehmen erfolgreich an Großen Preisen beteiligt und wurde zum Ursprung der Scuderia Ferrari. Nach dem Zweiten Weltkrieg setzte Alfa Romeo sein Motorsportengagement zunächst in der Formel 1 fort; auch hier dominierte das Unternehmen anfänglich das Renngeschehen. So gingen die ersten beiden Weltmeistertitel der Formel 1 an Alfa-Romeo-Piloten. Nach dem Gewinn des Meistertitels 1951 wandte sich Alfa Romeo für längere Zeit von der Formel 1 ab. In der Folgezeit war Alfa Romeo vorrangig im Tourenwagensport engagiert, später kamen auch Sportwagen hinzu. Von 1979 bis 1985 war Alfa Romeo wieder in der Formel 1 vertreten, konnte aber nicht mehr an frühere Erfolge anknüpfen.
Seit der Saison 2018 ist der Name Alfa Romeo wieder in der Formel 1 vertreten. Grundlage ist ein auf mehrere Jahre angelegtes Titelsponsoring beim Schweizer Sauber-Team, das 2018 als Alfa Romeo Sauber F1 Team antrat. Seit 2019 meldet sich das Sauber-Team als Alfa Romeo Racing.

## Vorkriegszeit

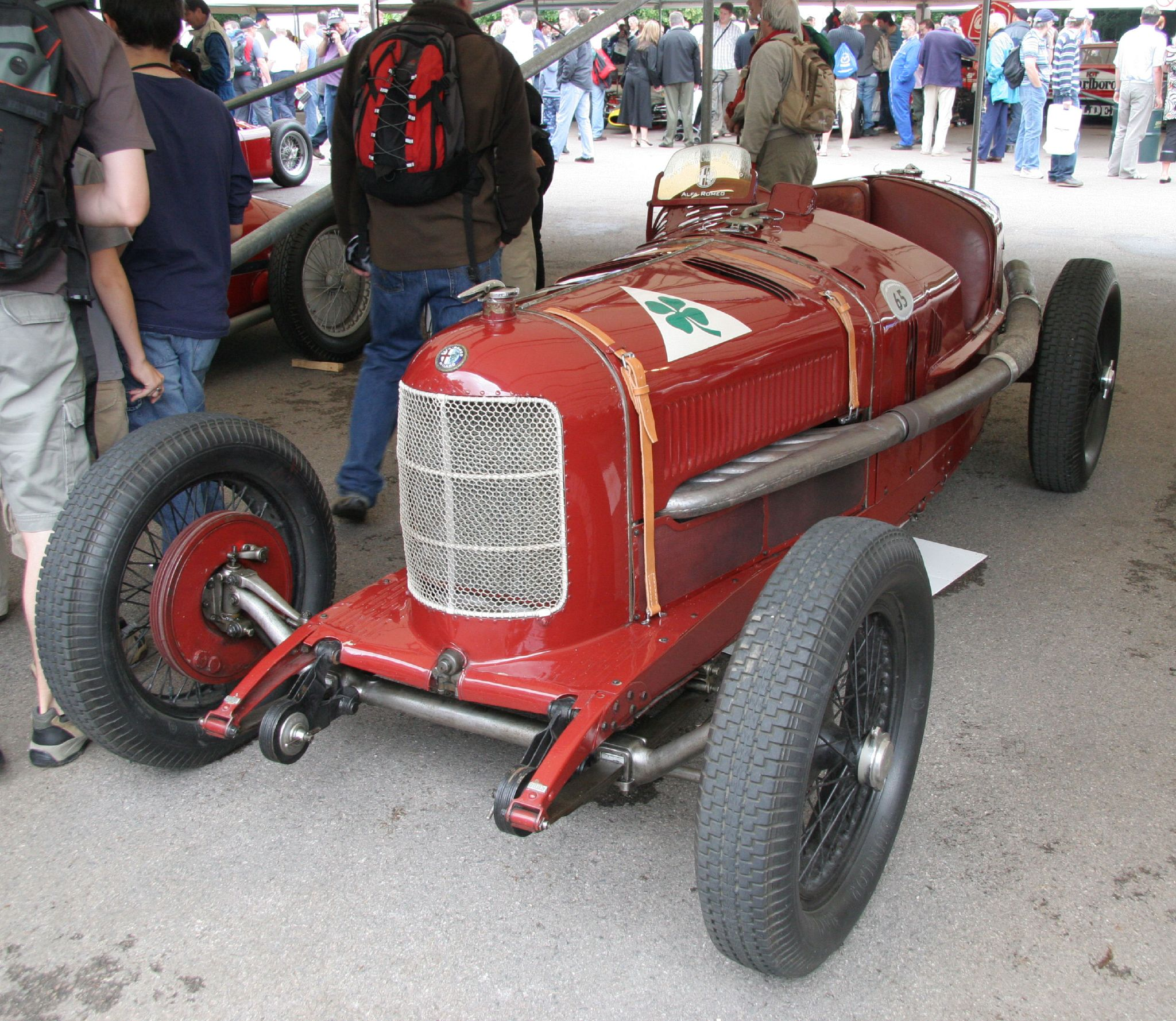
Alfa Romeo P2

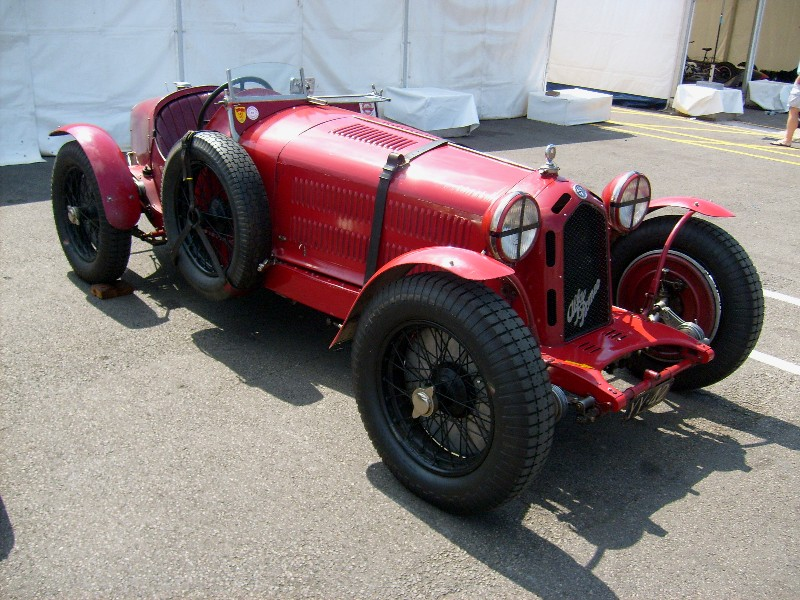
Alfa Romeo 8C 2300

Bereits 1911 – ein Jahr nach Firmengründung – nahm Alfa mit seinem ersten Modell 24 HP an der Targa Florio teil. Alfa eroberte sich schnell einen guten Namen im Motorsport, und der gewonnene Ruhm strahlte auf die Serienfahrzeuge ab.
1925 gewann Alfa Romeo mit dem Typ P2 und Gastone Brilli-Peri am Steuer die erste Markenweltmeisterschaft, die jemals abgehalten wurde. Entwickelt wurde der Wagen von Vittorio Jano.
In den 1920er- und 1930er-Jahren sammelten die Alfa Romeo P2, P3, 6C und 8C 2300 zahlreiche weitere Erfolge auf den bekannten Rennstrecken in Europa. Die Mille Miglia gewann von 1928 bis 1938 mit Ausnahme des Jahres 1931 stets Alfa Romeo. Die Targa Florio wurde von 1930 bis 1935 sechsmal in Serie gewonnen. Beim 24-Stunden-Rennen von Le Mans eroberte der 8C 2300 von 1931 bis 1934 viermal in Folge den Gesamtsieg. 1933 wurde in Le Mans eine schnellste Runde mit einer Durchschnittsgeschwindigkeit von 146,4 km/h gemessen. Bekannte und erfolgreiche Fahrer waren Tazio Nuvolari, Rudolf Caracciola, René Dreyfus, Raymond Sommer, Antonio Ascari.
Im Verlauf der zweiten Hälfte der 1930er-Jahre wurden weitere Rennwagen entwickelt: Bimotore, 8C-35, 12C-36 / 12C-37, Tipo 308, Tipo 312, 158 und Tipo 512. Die hierbei gewonnenen Erfahrungen waren der Grundstein für die Erfolge Anfang der 1950er-Jahre in der Formel 1.
Enzo Ferrari begann als Werksrennfahrer bei Alfa Romeo, bis er 1929 die Scuderia Ferrari gründete, die noch zehn Jahre lang ausschließlich Wagen von Alfa Romeo einsetzte. Als dann ein Ferrari-Rennwagen erstmals einen Werkswagen von Alfa Romeo schlug, kommentierte Enzo Ferrari dies mit den Worten: „Ich habe meine Mutter ermordet“.

## Grands Prix und Formel 1
Alfa Romeo beteiligte sich 1950 und 1951 sowie in den Jahren 1979 bis 1985 mit einem Werksteam an der Formel 1. In den dazwischen liegenden Jahren lieferte Alfa Romeo gelegentlich Motoren an fremde Formel-1-Teams. Diese Ansätze waren dazu gedacht, die Konkurrenzfähigkeit der eigenen Produkte zu untersuchen und eine mögliche Rückkehr in die Formel 1 vorzubereiten.

### 1946 bis 1951: Erfolge in der frühen Nachkriegsära
Bereits wenige Monate nach dem Ende des Zweiten Weltkriegs wurden wieder einige kleinere Automobilrennen in Europa ausgetragen. Alfa Romeo nahm 1945 aber noch nicht an Wettbewerben teil. Das Unternehmen war damit beschäftigt, die im Krieg zerstörten Werksanlagen in Mailand wieder aufzubauen. Die zur gleichen Zeit neu formierte Rennsportabteilung reaktivierte die noch in den späten 1930er-Jahren aufgebauten Rennwagen, die einer Legende zufolge während des Krieges in den Kellern einer Käserei versteckt worden waren.

#### 1946

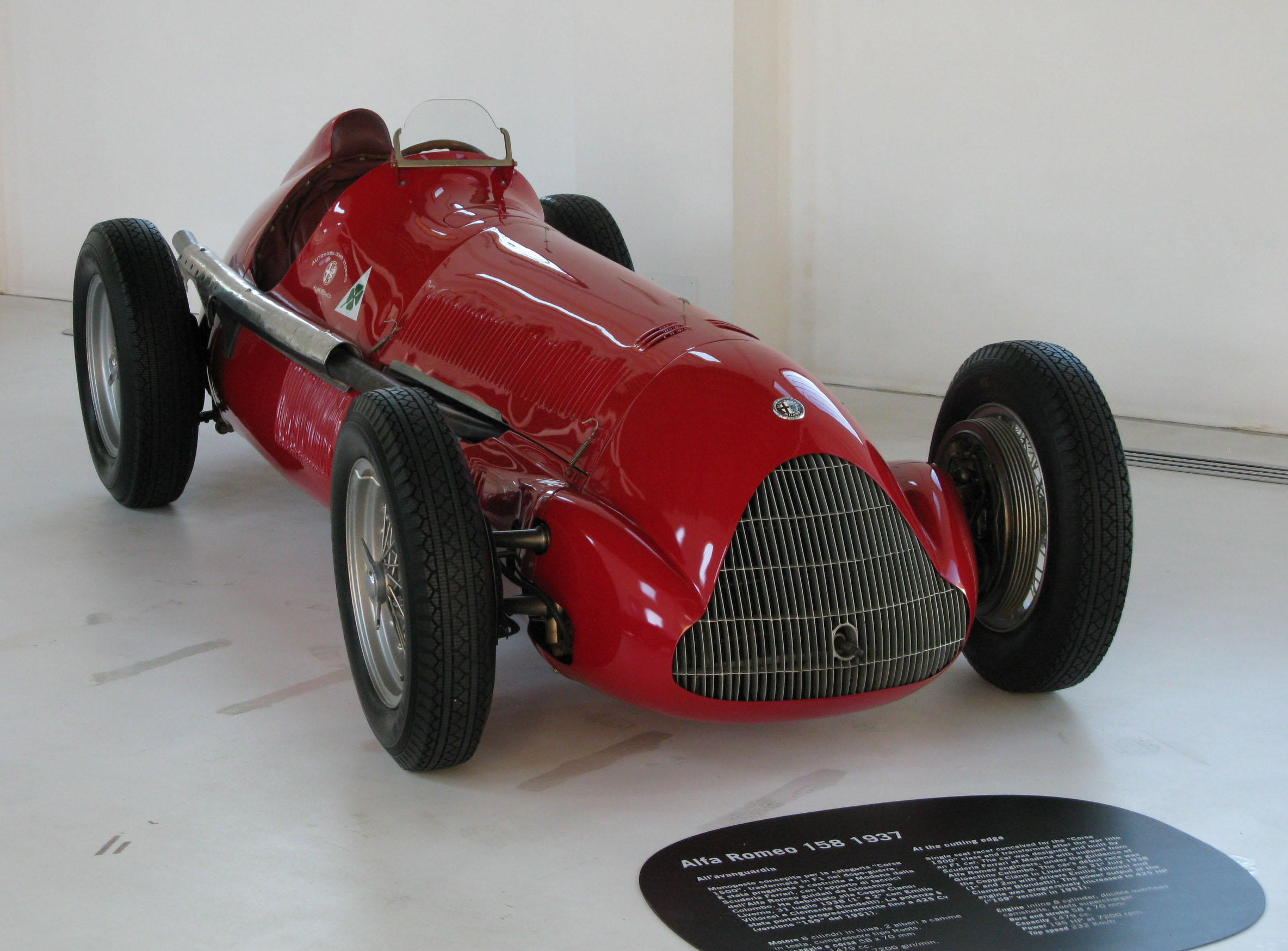
Alfa Romeo Tipo 158

Alfa Romeos erstes Automobilrennen nach dem Krieg war die Coupe René Le Bègue, die im Juni 1946 auf einem Straßenkurs im Pariser Vorort Saint-Cloud ausgetragen wurde. Alfa Romeo war neben Talbot der einzige Hersteller, der ein Werksteam an den Start brachte. Für Alfa starteten Jean-Pierre Wimille und Giuseppe Farina, die die 1939 konstruierten Tipo 158 einsetzten. Daneben meldeten sich zahlreiche Privatfahrer mit älteren Autos; unter ihnen waren auch Alfa Romeos. Wimille und Farina beendeten das Rennen nicht; beide fielen nach Kupplungs- bzw. Getriebeschäden aus. Drei Monate später beim Grand Prix des Nations in Genf waren Alfa Corse und ERA die einzigen Werksteams. Alfa Romeo ging mit vier Autos an den Start und belegte im Finallauf mit Giuseppe Farina, Carlo Felice Trossi und Jean-Pierre Wimille alle Podiumsplätze. Doppelsiege folgten beim Gran Premio del Valentino in Turin (Achille Varzi vor Wimille) und beim Circuito di Milano (Varzi vor Trossi). Varzis Sieg in Turin war allerdings arrangiert. Das Alfa-Management bestand auf einem Sieg eines italienischen Fahrers vor italienischem Publikum, sodass der eigentlich schnellere Wimille zurückstecken musste.

#### 1947
1947 war Alfa Romeo Corse der dominierende Rennstall. Das Team nahm an vier Rennen teil und gewann alle. Einsatzfahrzeug war erneut der Tipo 158. Beim Großen Preis der Schweiz gewannen Varzi und Trossi den ersten Lauf, während Wimille und Consalvo Sanesi den zweiten Lauf für sich entscheiden konnten. Im Finale gingen alle drei Podiumsplätze an Alfa-Piloten: Wimille siegte vor Varzi und Trossi, Sanesi wurde Fünfter. In der Auslaufrunde des ersten Laufs kam es zu einem tödlichen Unfall. Varzi überfuhr einen Jungen, der die Strecke überquerte. Der Junge erlag später seinen Verletzungen. Im zweiten Lauf verursachte Leslie Johnson (Talbot) einen weiteren tödlichen Unfall. In Belgien gab es einen weiteren Dreifachsieg (Wimille vor Varzi und Trossi) und in Bari einen Doppelsieg (Varzi vor Sanesi). Zum Großen Preis von Italien trat Alfa Corse mit vier Autos an. Sie kamen auf den ersten vier Plätzen ins Ziel. Trossi, Varzi und Sanesi belegten die Podiumsplätze, während Alessandro Gaboardi, der eigentlich ein Mechaniker des Werksteams war und kurzfristig als Ersatz für den in Ungnade gefallenen Jean-Pierre Wimille gemeldet worden war, Vierter wurde.

#### 1948

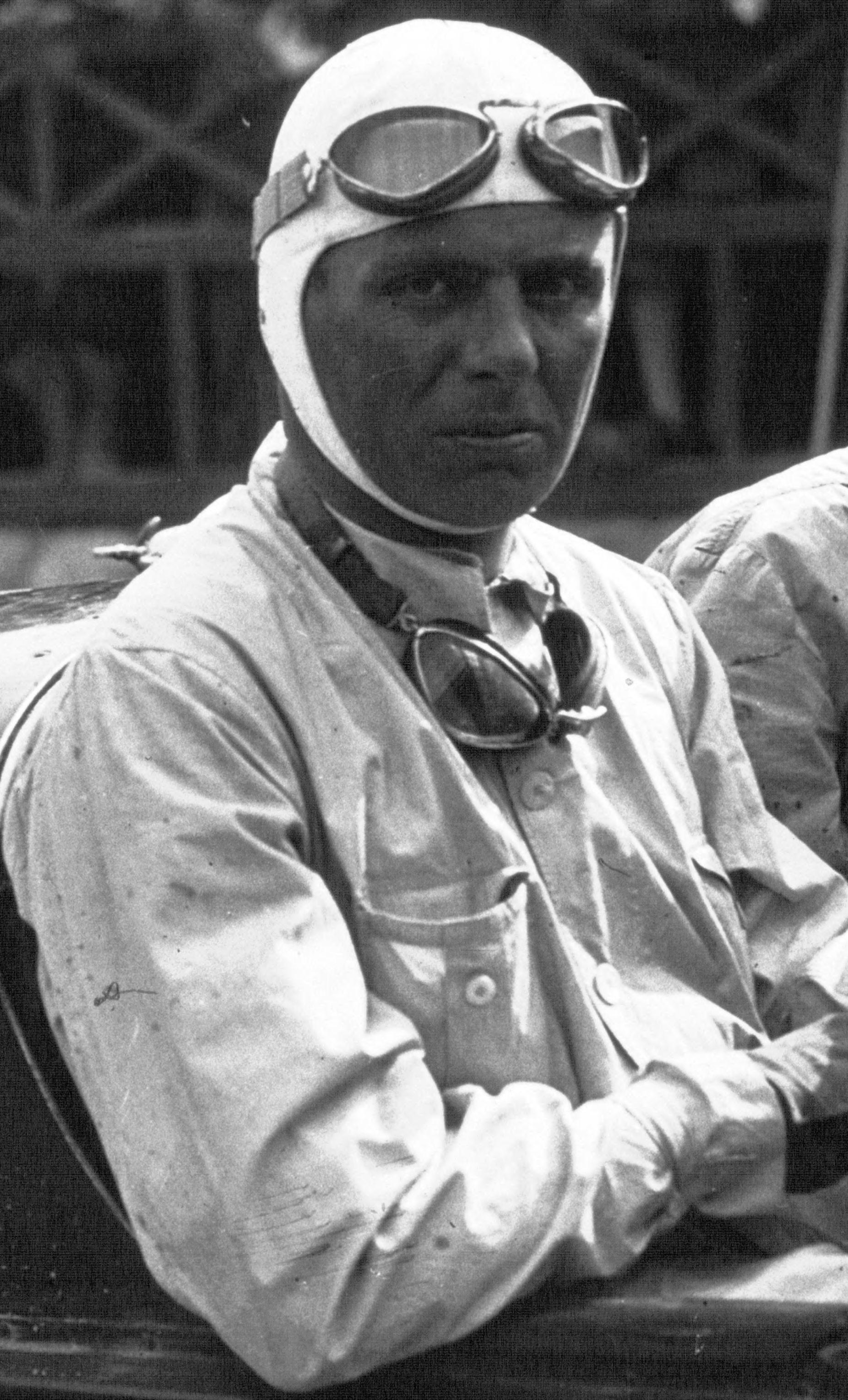
Starb 1948 in einem Alfa Romeo 158: Achille Varzi

Für die Grand-Prix-Saison 1948 entwickelte Alfa Romeo den 158 zum Tipo 158D weiter. Der Motor erhielt größere Kompressoren, durch die die Leistung auf 350 PS anstieg. Außerdem wurde die Federung überarbeitet. Alfa Romeos Werksteam erschien auch in diesem Jahr nur bei vier Rennen. Das erste war der Große Preis der Schweiz Anfang Juli. Gemeldet waren vier Autos für Sanesi, Trossi, Varzi und Wimille, wobei nur Varzi die neueste Version 158D zur Verfügung hatte. Varzi verunglückte hier beim Training am 1. Juli auf regennasser Piste tödlich. Sanesi, Trossi und Wimille nahmen gleichwohl am Rennen teil. Trossi und Wimille belegten am Ende die ersten beiden Plätze vor Luigi Villoresi in einem privaten Maserati der Scuderia Ambrosiana, Sanesi wurde Vierter. Zwei Wochen später in Frankreich ergänzte Alberto Ascari das Alfa-Werksteam; es war der einzige Große Preis, den Ascari für Alfa Romeo bestritt. Zeitweise setzte Villoresi im Ambrosiana-Maserati die Alfa-Piloten unter Druck. Am Ende gewann aber Wimille im Alfa Romeo 158D das Rennen vor seinen Teamkollegen Sanesi und Ascari. Das Alfa-Trio hatte beim Zieleinlauf alle anderen Fahrer mindestens zweimal überrundet. Beim Großen Preis von Italien kam es erstmals zu einem direkten Zusammentreffen des Alfa-Werksteams und der Scuderia Ferrari, die drei Ferrari 125 für Raymond Sommer, Prinz Bira und Giuseppe Farina einsetzte. Zwei der drei Werks-Alfas fielen im Rennen aus. Wimille gewann vor Villoresi (Maserati) und Sommer. Das letzte Rennen, an dem Alfa Romeo 1948 teilnahm, war der Gran Premio di Monza auf dem Autodromo Nazionale di Monza. Hier belegten die vier Alfa-Piloten Wimille, Trossi, Sanesi und Piero Taruffi die ersten vier Plätze.

#### 1949
1949 bestritt Alfa Romeos Werksteam gar keine Rennen. Neben finanziellen Gründen wird der vorübergehende Rückzug des Teams auch darauf zurückgeführt, dass Alfa Romeo in diesem Jahr keine Spitzenpiloten mehr zur Verfügung hatte: Nach Achille Varzi war im Januar 1949 auch Jean-Pierre Wimille tödlich verunglückt, und der an Krebs erkrankte Trossi war nicht mehr in der Lage, Rennen zu fahren. Andere Quellen sehen Alfas Ausbleiben 1949 als taktischen Rückzug an, zu dem das Team durch die stärker werdende Konkurrenz von Maserati und Ferrari gezwungen worden sei.

#### 1950

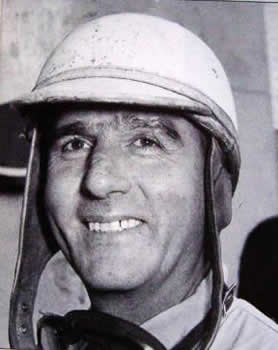
Der erste Weltmeister der Formel 1: Giuseppe Farina

1950 begann die Zeit der Formel-1-Weltmeisterschaft, die Alfa gleich zu Beginn zweimal für sich entschied. Der die Vorkriegszeit prägende Wettbewerb Alfa Romeos mit den deutschen Rennwagenherstellern lebte auch unter dem Reglement der Formel 1 nicht wieder auf. In Großbritannien versuchte British Racing Motors zwar, die Idee des Nationalprojekts wiederzubeleben; Raymond Mays’ BRM P15 war allerdings eine untaugliche Konstruktion und gefährdete Alfa Romeo nicht. Auch das französische Werksteam von Talbot setzte nur veraltete Fahrzeuge ein. Alfas vorrangige Konkurrenten waren in den frühen Jahren der Formel 1 daher die Scuderia Ferrari und Maseratis Werksteam.
1950 trat Alfa Romeos Werksteam mit einem weiterentwickelten 158 an, deren Motorleistung nun annähernd 400 PS betrug. Regelmäßige Fahrer waren Giuseppe Farina, Juan Manuel Fangio und Luigi Fagioli; daneben setzte Alfa Romeo für einzelne Rennen ein viertes Auto für Reg Parnell, Consalvo Sanesi bzw. Piero Taruffi ein. Mit Ausnahme der „Indy 500“ ging Alfa Romeo bei jedem Weltmeisterschaftslauf des Jahres an den Start und gewann alle Rennen. Farina siegte beim ersten Formel-1-Lauf in Großbritannien sowie in der Schweiz und in Italien, Fangio gewann die Läufe in Monaco, Belgien und Frankreich. Fagioli ergänzte Alfa Romeos Erfolge um vier zweite Plätze und einen dritten Platz. Am Jahresende wurde Giuseppe Farina der erste Weltmeister in der Formel-1-Geschichte.
Alfa Romeo nahm darüber hinaus werksseitig an fünf Formel-1-Rennen ohne Weltmeisterschaftsstatus teil. Auch hier gewann das Team alle Rennen.

#### 1951

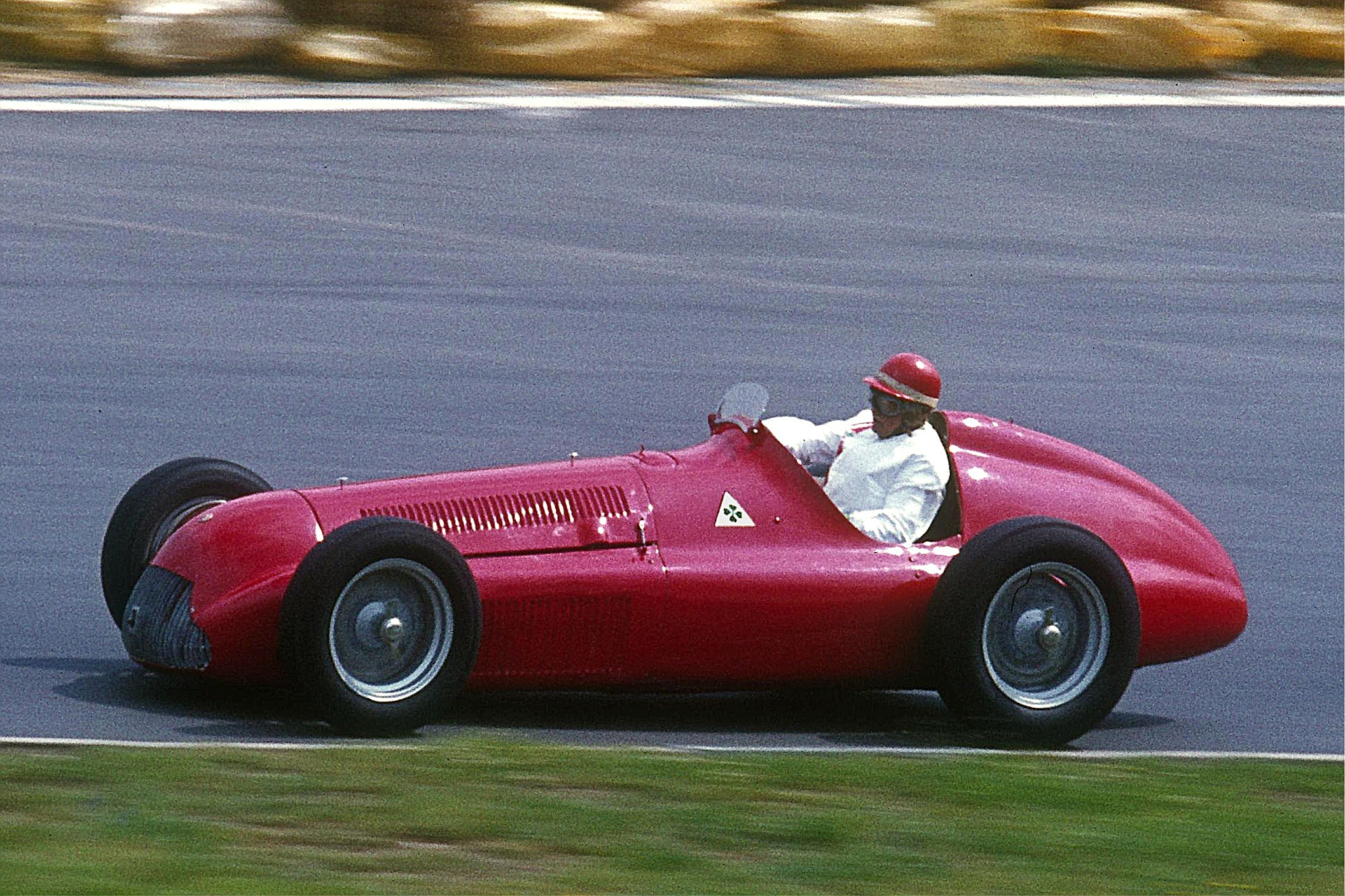
Alfa Romeo Tipo 159

Für die Saison 1951 entwickelte Alfa Romeo den 158 zum Tipo 159 Alfetta weiter. Der Rahmen und die Aufhängungen wurden überarbeitet; einzelne Exemplare des 159 erhielten eine De-Dion-Hinterachse. Der 1,5 Liter große Reihenachtzylindermotor erhielt wiederum neue Kompressoren. Die Bruttoleistung des Motors stieg dadurch auf 425 PS, allerdings schluckten allein die Kompressoren etwa ein Drittel davon. Der Benzinverbrauch von bis zu 170 Litern auf 100 km machte ein zeitaufwendiges Nachtanken während der Rennen unumgänglich, beeinträchtigte die Flexibilität und erschwerte durch das hohe Gewicht die Fahrbarkeit des Autos bei vollen Tanks. Stammfahrer des Alfa-Werksteams waren Juan Manuel Fangio, Giuseppe Farina und Consalvo Sanesi; hinzu kamen unterschiedliche Gastfahrer bei einzelnen Rennen. Zu ihnen gehörte unter anderem Paul Pietsch, der vor dem Krieg unter anderem für Alfas Konkurrent Auto Union gefahren war und beim Großen Preis von Deutschland einmalig mit dem dritten Werks-Alfa an den Start ging.
1951 stieg der Druck durch die Scuderia Ferrari, die Ascari, Taruffi und Villoresi und darüber hinaus vereinzelt Auch José Froilán González meldete und mit dem 375F1 ein komplett neu konstruiertes Auto an den Start brachte. Erstmals seit 1946 gewann Alfa Romeo nicht mehr alle Rennen, zu denen das Team antrat. Die ersten drei europäischen Weltmeisterschaftsläufe gewannen zwar noch die Alfa-Piloten Fangio (Schweiz und Frankreich) und Farina (Belgien); in Großbritannien erzielte González aber den ersten Sieg der Scuderia Ferrari bei einem Weltmeisterschaftslauf. In Frankreich konnte Fangio allerdings nur gewinnen, weil er nach einem technischen Defekt an seinem Auto den Wagen seines Teamkollegen Luigi Fagioli übernahm und mit ihm das Rennen beendete. Eine falsche Reifenwahl verhinderte einen weiteren Sieg Ferraris beim Großen Preis von Spanien, den schließlich Fangio gewann. Mit insgesamt drei Siegen und zwei zweiten Plätzen gewann Fangio 1951 mit Alfa Romeo die erste seiner insgesamt fünf Weltmeistertitel. Den zweiten und dritten Rang belegten die Ferrari-Piloten Ascari und González. Der zweitbeste Alfa-Werksfahrer war Giuseppe Farina auf Rang vier.

#### Weitere Entwicklungen
Nach dem Ende der Saison 1951 zog sich Alfa Romeo aus der Weltmeisterschaft zurück. Die Entscheidung beruhte in erster Linie auf dem Umstand, dass der konzeptionell bereits 14 Jahre alte Tipo 158/159 seine letzte Entwicklungsstufe erreicht hatte; weitere Überarbeitungen schienen nicht mehr erfolgversprechend. Alfa Romeos Entscheidung fiel mit der Neuorientierung der Marke in den frühen 1950er-Jahren zusammen, die eine Abkehr von teuren Luxusfahrzeugen und eine Hinwendung zu kostengünstigeren Großserienfahrzeugen mit sich brachte. Nach dem Rückzug Alfa Romeos und dem weiterhin fehlenden Engagement von BRM ging die FIA davon aus, dass 1952 nur Ferrari werksseitig in der Formel 1 vertreten sein würde, und befürchtete eine unattraktive Weltmeisterschaft. Um dies zu verhindern, schrieb sie die Automobil-Weltmeisterschaften der Jahre 1952 und 1953 für die Formel 2 aus, in der es einen breiteren Unterbau an Konstrukteuren gab.

### 1970 bis 1979: Alfa Romeo als Lieferant von Rennmotoren
In den 1970er-Jahren kehrte Alfa Romeo zunächst als Motorenlieferant in die Formel 1 zurück. Diese Phase des Formel-1-Engagements wird allgemein als enttäuschend angesehen. Die ersten beiden Jahre mit McLaren bzw. March waren sprunghaft, und auch in der vierjährigen Zusammenarbeit mit Brabham erreichte Alfa Romeo nur zwei Siege bei Weltmeisterschaftsläufen, die jeweils außergewöhnlichen Umständen geschuldet waren.

#### McLaren
In der Formel-1-Saison 1970 stattete das Team Bruce McLaren Racing, das primär zwei Fahrzeuge mit einem Cosworth-DFV-Motor einsetzte, ein drittes Auto mit einem Alfa-Romeo-Motor aus. Das Achtzylinder-V-Triebwerk war von dem Sportwagenmotor des Tipo 33 abgeleitet. Im Vergleich zum Cosworth DFV lag die maximale Drehzahl des Alfa-Motors um 1000 Umdrehungen pro Minute höher, er hatte aber eine schlechtere Leistungskurve. Die Höchstleistung konnte nur in einem sehr engen Drehzahlfenster abgerufen werden.
McLarens Werksteam setzte den Alfa-Achtzylinder zunächst im McLaren M7D und später im McLaren M14D ein. Zehnmal wurde Andrea de Adamich mit ihm gemeldet. Bei den ersten drei Rennen scheiterte de Adamich jeweils an der Qualifikation; im weiteren Verlauf der Saison kamen noch zwei weitere Nichtqualifikationen hinzu. De Adamich kam dreimal ins Ziel. Sein bestes Ergebnis war Platz acht beim Großen Preis von Italien, den Denis Hulme im McLaren-Cosworth als Fünfter beendete. In Italien war außerdem ein zweiter McLaren-Alfa für Nanni Galli gemeldet, der bereits in der Qualifikation scheiterte.

#### March

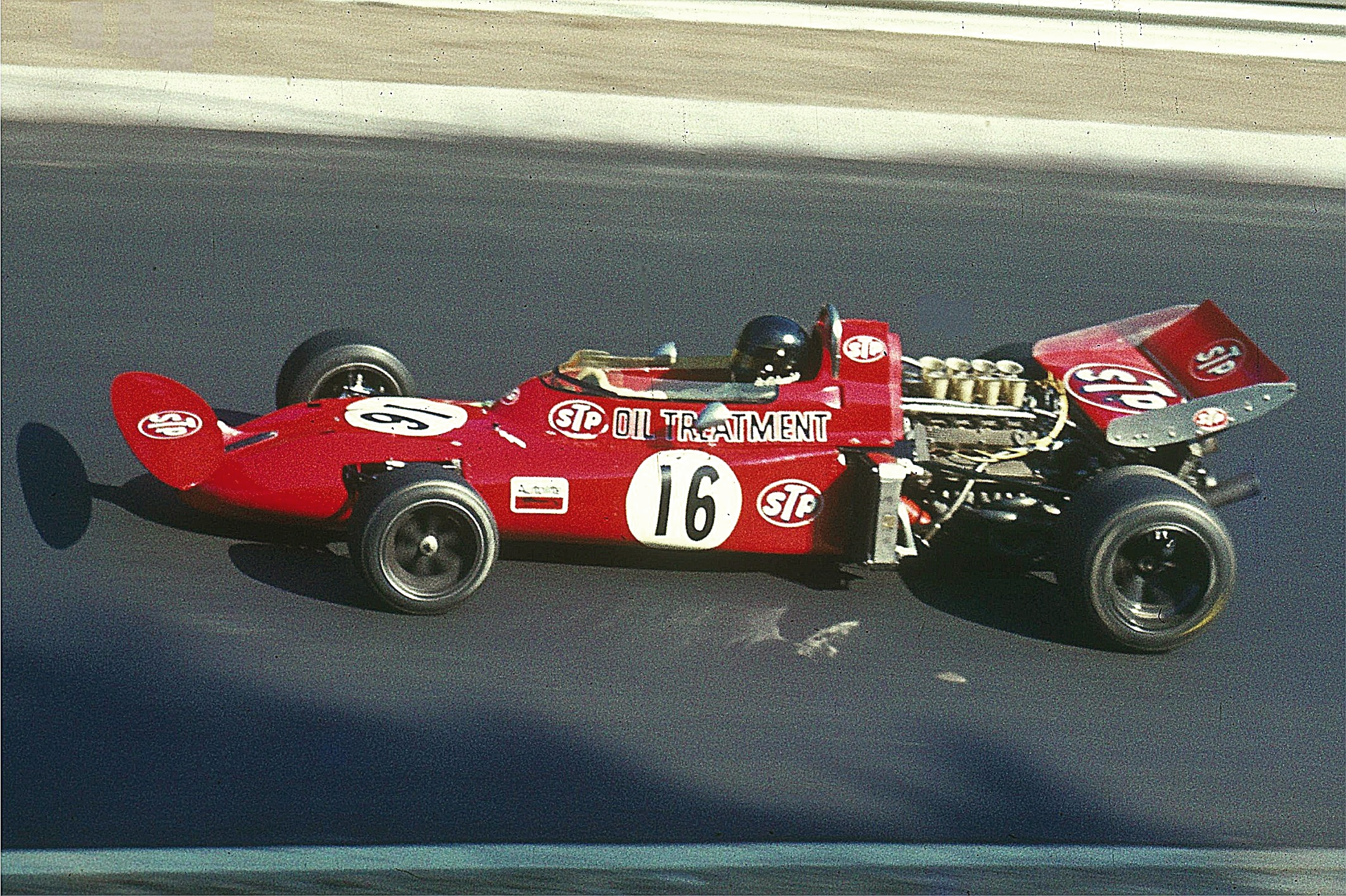
Andrea de Adamich beim Großen Preis von Deutschland 1971 im March 711 mit Alfa-Romeo-Motor

Für die Saison 1971 wechselte Alfa Romeo zu March Engineering, dessen Werksteam in diesem Jahr seine zweite Formel-1-Saison bestritt. Alfa Romeos Engagement war mit einer Zahlung von 20.000 £ verbunden, die das wirtschaftliche Überleben von March ermöglichte. Das March-Werksteam, das in diesem Jahr von STP gesponsert wurde, war breit aufgestellt. Zumeist gingen vier, manchmal auch fünf Werkswagen bei Weltmeisterschaftsläufen an den Start. Drei von ihnen waren mit Cosworth-DFV-Motoren ausgestattet, das vierte Chassis hingegen hatte einen Alfa-Motor und wurde mit Ausnahme des Großen Preises von Kanada bei allen Rennen an den Start gebracht. Siebenmal fuhr de Adamich den March-Alfa, dreimal Galli. De Adamich fiel viermal infolge technischer Probleme aus. Sein bestes Saisonergebnis war der elfte Platz beim letzten Rennen des Jahres in den USA. Bei den übrigen Rennen wurde das Auto von Nanni Galli gefahren. In Frankreich und in Deutschland waren ausnahmsweise zwei March-Alfa am Start. In Frankreich fuhr Marchs Spitzenfahrer Ronnie Peterson, der üblicherweise mit einem March-DFV antrat, das zweite Alfa-Modell, in Deutschland wurde es für Nanni Galli gemeldet. Peterson, der in diesem Jahr um die Weltmeisterschaft kämpfte, fiel auf dem Circuit Paul Ricard nach einem Motordefekt aus, Galli wurde auf dem Nürburgring Elfter. Im Ergebnis erzielte March mit den Alfa-Motoren keinen Weltmeisterschaftspunkt. Mit dem March-Cosworth hingegen erzielte Peterson vier Siege und einen dritten Platz, sodass er Vizemeister hinter Jackie Stewart (Tyrrell-Cosworth) wurde und March die Konstrukteursmeisterschaft auf Rang vier beendete.
Mit Ablauf der Saison 1971 gab Alfa Romeo die Formel-1-Einsätze des T33-Motors auf.

#### Brabham
1976 kehrte Alfa Romeo als Motorenlieferant in die Formel 1 zurück. Zu dieser Zeit dominierte der Cosworth-DFV-Motor; lediglich Ferrari und Matra stellten eigene Motoren her.
Die Rückkehr in die Formel 1 vollzog Alfa Romeo mit dem von Carlo Chiti konstruierten Tipo 115-12. Der Zwölfzylindermotor hatte einen Bankwinkel von 180 Grad und war eine Abwandlung einer Konstruktion, die bereits 1973 im Tipo 33TT12 eingeführt worden war und bei Sportwagenrennen Erfolge erzielt hatte. Der Motor galt als „recht schwer und ziemlich durstig“. Seine Leistung wurde mit 510 PS angegeben, sodass sie etwa 40 PS über der eines Cosworth DFV lag. Der Tipo 115-12 wurde von 1976 bis ins Frühjahr 1979 exklusiv vom britischen Team Brabham eingesetzt. Dessen Teamchef Bernie Ecclestone entschied sich vor allem aus wirtschaftlichen Gründen für den Alfa-Motor: Während Brabham bislang für die DFV-Motoren Leasinggebühren hatte zahlen müssen, erhielt das Team den 115-12 kostenfrei. Zugleich erhöhte der Turiner Spirituosenhersteller Martini & Rossi, der bereits seit dem Vorjahr Brabhams Sponsor war, seine Zahlungen an das Team.

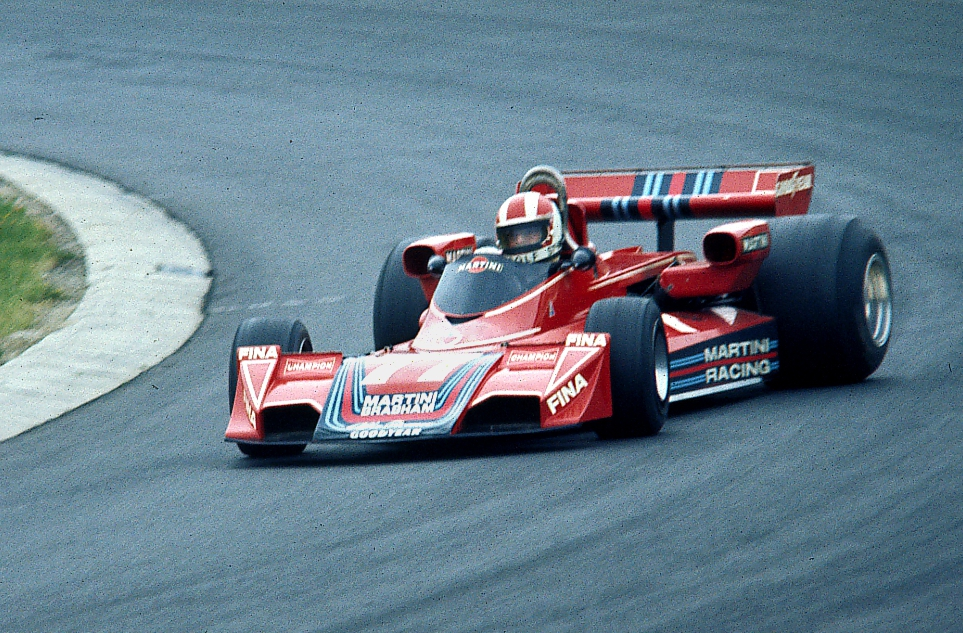
Brabham BT45 mit Alfa-Romeo-Tipo-115-12-Motor (Großer Preis von Deutschland 1976)

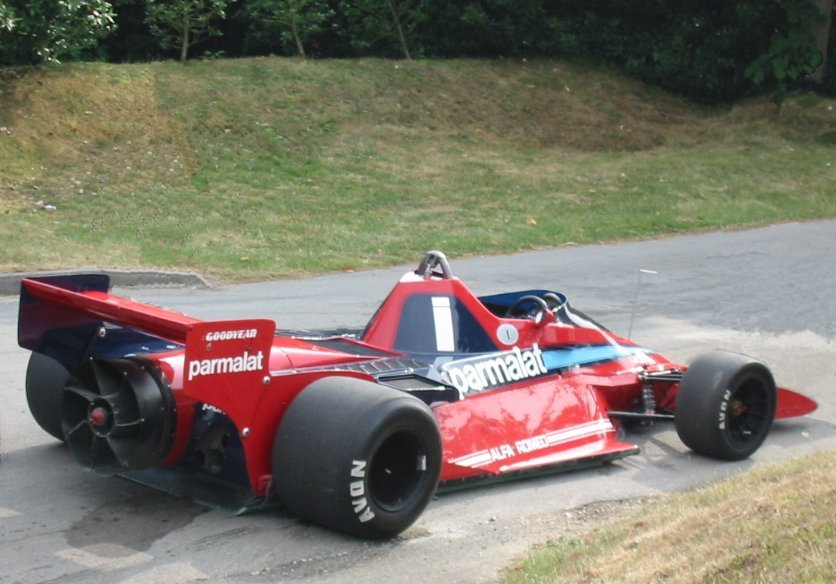
Der „Staubsauger“: Brabham BT46B

Der Alfa-Romeo-Motor bedeutete für Brabham im ersten Jahr einen sportlichen Rückschritt. Während das Team 1975 mit dem Cosworth-Motor noch zwei Siege und jeweils drei zweite und dritte Plätze hatte erzielen können und die Saison auf Rang zwei der Konstrukteurswertung abgeschlossen hatte, fiel es 1976 auf den neunten Platz der Konstrukteurswertung zurück. Drei vierte Plätze in Spanien (Carlos Reutemann), Frankreich und Deutschland (jeweils Carlos Pace) waren Brabhams beste Ergebnisse. Im folgenden Jahr etablierte sich Brabham-Alfa wieder im Mittelfeld. Carlos Pace und John Watson beendeten die Großen Preise von Argentinien und Frankreich jeweils auf Platz zwei, und Hans-Joachim Stuck kam in Deutschland und Österreich jeweils als Dritter ins Ziel. Hinzu kamen weitere Zielankünfte in den Punkterängen, sodass Brabham-Alfa die Saison 1977 mit 27 Punkten auf Rang fünf der Konstrukteursmeisterschaft beendete. Damit lag Brabham unter anderem vor Tyrrell, das punktgleich war, aber nur zwei dritte Plätze als beste Ergebnisse verzeichnete. In der Saison 1978 erreichte das Team sogar Rang drei der Konstrukteurswertung. Der amtierende Weltmeister Niki Lauda kam von Ferrari als Spitzenfahrer zu Brabham-Alfa. Er gewann die Großen Preise von Schweden und Italien und erzielte weitere Podiumspositionen. Gleichwohl stieß das bisherige Konzept von Brabham-Alfa mittlerweile an seine Grenzen. 1978 war die Dominanz von Autos mit Bodeneffekt absehbar. Dem konnte Brabham zunächst nichts entgegenhalten, weil Alfa Romeos breit bauender Zwölfzylindermotor, dessen Zylinderbankwinkel 180 Grad betrug, ausgeformte Unterbodenprofile nicht zuließ. Brabhams Konstrukteur Gordon Murray reagierte darauf mit dem als „Staubsauger“ bekannt gewordenen Brabham BT46B, der offiziell der Motorkühlung dienen sollte, tatsächlich aber in erster Linie Anpressdruck durch einen großen Ventilator am Fahrzeugheck erzeugte. Der „Staubsauger“ siegte bei seinem Debüt in Anderstorp; danach wurde das Konzept allerdings verboten. Für die Saison 1979 konstruierte Brabham mit dem BT48 erstmals ein Wing Car mit Unterbodenprofilen. Alfa Romeo steuerte für das Auto einen neuen, innerhalb von nur zweieinhalb Monaten konstruierten Zwölfzylindermotor (Tipo 1260) bei, der mit einem Zylinderbankwinkel von nur 60 Grad sehr schmal baute, abgesehen davon nach Ansicht von Technikern aber im Wesentlichen mit dem alten 115-12 übereinstimmte. Seine Leistung von 525 PS lag nur geringfügig über der der besten Cosworth-DFV-Motoren. Der Motor war sehr unzuverlässig und litt unter Leistungsschwankungen. Lauda schied von April bis August 1979 neunmal in Folge wegen Defekten des Motors aus, sein neuer Teamkollege Nelson Piquet fünfmal. Im ganzen Jahr erreichte Brabham-Alfa keine Podiumsposition bei einem Weltmeisterschaftslauf. Erfolgreich war das Team nur beim Dino Ferrari Grand Prix 1979 in Imola, das Lauda gewann. Allerdings hatte das Rennen keinen Weltmeisterschaftsstatus. Bernie Ecclestone war von der Entwicklung enttäuscht. Er warf Carlo Chiti vor, sich vornehmlich auf das eigene Formel-1-Projekt zu konzentrieren und Brabham zu vernachlässigen. Im Spätsommer 1979 trennte sich Brabham deshalb von Alfa Romeo und wechselte noch vor Saisonende zu Cosworth-Motoren.
Der 1260-Motor fand von 1979 bis 1982 weitere Verwendung in Alfa Romeos Werksteam und 1983 vorübergehend auch bei Osella.

### 1979 bis 1985: Rückkehr mit einem Werksteam
Ab 1979 engagierte sich Alfa Romeo mit eigenen Monoposto-Rennwagen im Formel-1-Sport. Zunächst wurde der Rennbetrieb von Alfa Romeos Motorsportabteilung Autodelta organisiert; ab 1983 übergab das Unternehmen die Verantwortung für den Formel-1-Einsatz an Euroracing. In den ersten Jahren unterstützte Marlboro das Team, was dazu führte, dass die Alfa-Romeo-Wagen äußerlich stark den Fahrzeugen von McLaren ähnelten – einziger Unterschied im Farbschema war, dass der bei McLaren verwendete rote Farbton des Marlboro-Logos bei Alfa Romeo mehr ins Orange ging. Ab 1984 war Benetton Hauptsponsor, woraufhin die Fahrzeuge weitgehend grün lackiert wurden.

#### Vorbereitungen
1977 konstruierte Alfa Romeos Sportabteilung Autodelta den Alfa Romeo 177, mit dem 1978 das werksseitige Comeback in die Formel 1 vorbereitet wurde. Alfa Romeo betrieb dabei „ein Jahr harte Entwicklungsarbeit“. Seit Mai 1978 führte Vittorio Brambilla, der „Gorilla von Monza“, eingehende Testfahrten mit dem 177 durch, die überwiegend auf Alfa Romeos eigener Teststrecke im norditalienischen Balocco stattfanden. Im August 1978 bestritt auch der damalige Brabham-Werksfahrer Niki Lauda einige Versuchsrunden, der Alfa Romeos Boxermotor aus den Brabham-Modellen kannte. Er äußerte sich negativ über die Konkurrenzfähigkeit des Fahrzeugs. Daraufhin verschob das Alfa-Management den Start des Wagens um ein weiteres halbes Jahr. Erst Anfang 1979 fiel die Entscheidung für einen Einsatz bei Weltmeisterschaftsläufen.

#### 1979

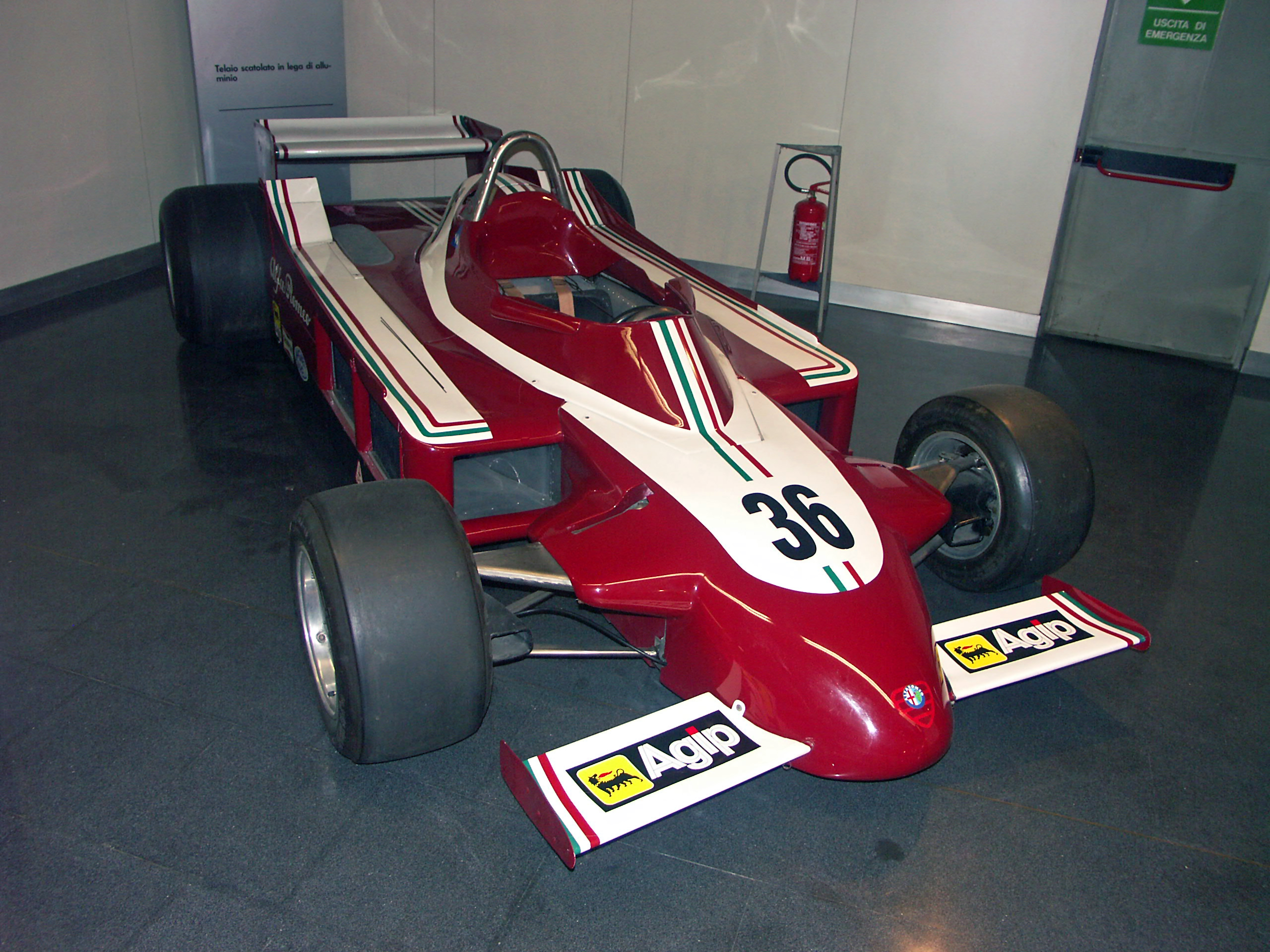
Prototyp, der Alfa Romeos Rückkehr in die Formel 1 einleitete: Der Alfa Romeo 177 von 1977

Das als Autodelta gemeldete Alfa-Romeo-Werksteam debütierte beim Großen Preis von Belgien 1979. Hier und bei einigen weiteren Rennen setzte das Team den Alfa Romeo 177 ein, der von dem bereits seit 1976 von Brabham verwendeten Zwölfzylinder-Saugmotor Tipo 115-12 mit einem Zylinderwinkel von 180 Grad angetrieben wurde. Der „klobige“ Wagen wurde von Beobachtern als veraltet belächelt. Das Team bestand zunächst aus 10 Mitarbeitern. Konzeptbedingt entwickelte der 177 keinen Groundeffect und war der Konkurrenz unterlegen. Alfas Werksfahrer Bruno Giacomelli fiel in Belgien technisch bedingt aus und beendete das zweite Rennen des Teams mit dem 177 in Frankreich als 17. Die folgenden vier Rennen ließ Alfa Romeo aus. Zum Großen Preis von Italien erschien dann der Alfa Romeo 179, der als Wing Car gestaltet war. Er hatte den schmalen Tipo-1260-Motor mit einem Zylinderbankwinkel von 60 Grad, den das Brabham-Werksteam bereits seit Jahresbeginn einsetzte. In Italien trat Alfa Romeo erstmals mit zwei Autos an. Giacomelli übernahm den neuen 179, während der alte 177 an Brambilla gegeben wurde. Giacomelli schied in der 29. Runde nach einem Fahrfehler aus, während Brambilla den 177 mit einer Runde Rückstand auf Rang 12 ins Ziel brachte. Beim anschließenden Großen Preis von Kanada waren zwei 179 einsatzbereit, die Alfa Romeo für Brambilla und Giacomelli meldete. Die Organisatoren verlangten daraufhin die Teilnahme beider Alfas an einer Vorqualifikation. Weil das Team sich weigerte, wurden beide Meldungen abgelehnt. Nach Protesten des Teams wurde als Kompromisslösung ein Auto (Brambilla) zugelassen; zugleich entfiel die Vorqualifikation. Im Rennen fiel Brambilla nach einem Elektrikdefekt aus. Beim letzten Saisonrennen in den USA waren wieder beide Alfas zugelassen. Brambilla verpasste um vier Hundertstelsekunden die Qualifikation. Giacomelli ging von Platz 18 ins Rennen, schied aber bereits in der ersten Rund nach einem Fahrfehler aus.

#### 1980

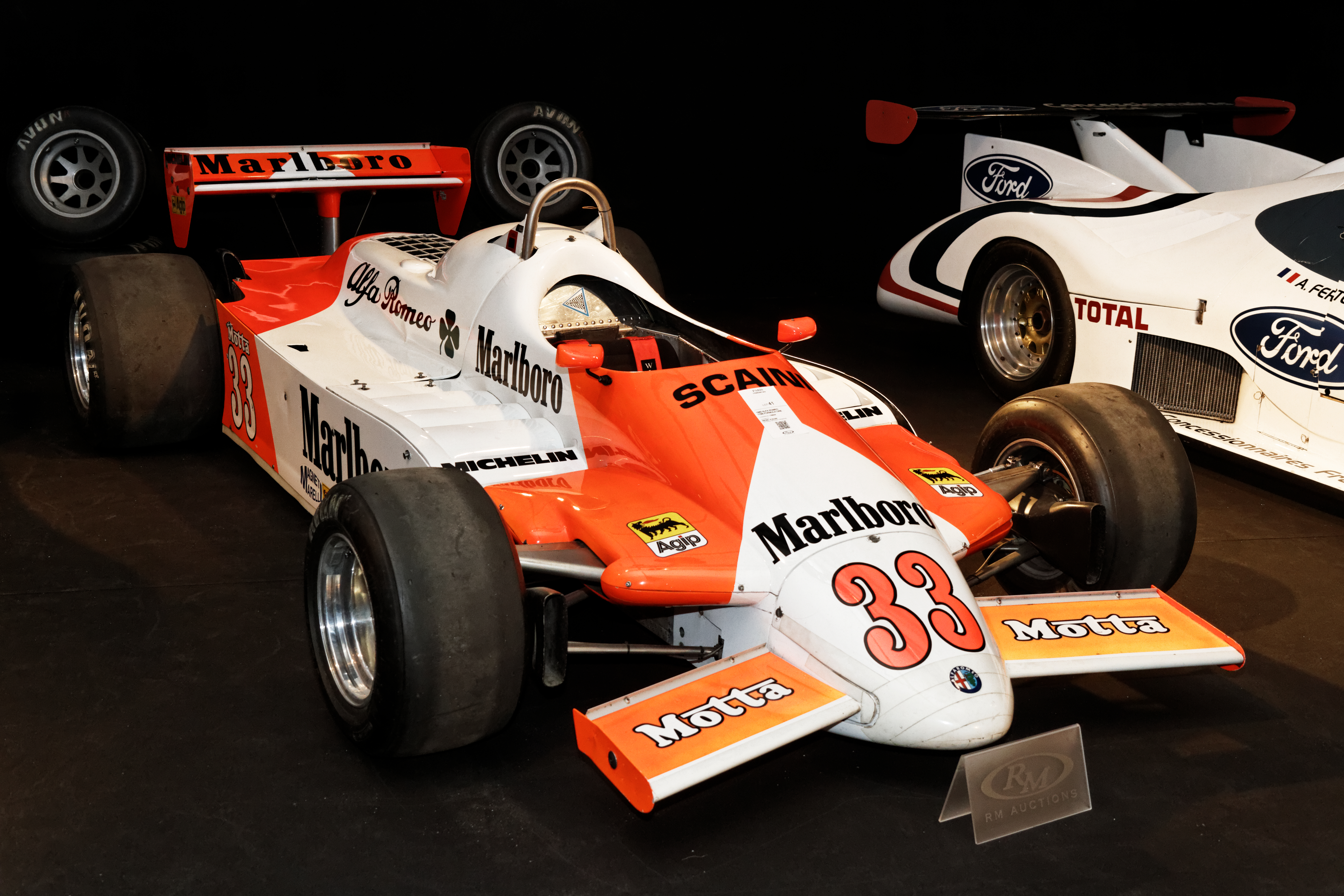
Alfa Romeo 179 in der seit 1980 verwendeten Lackierung des Sponsors Marlboro

1980 war die erste vollständige Saison des Alfa-Werksteams, das nun mit Marlboro als Hauptsponsor antrat. Das Team meldete zwei Fahrzeuge vom Typ 179. Erster Stammfahrer war Bruno Giacomelli. Das zweite Auto wurde für Patrick Depailler gemeldet, der von Ligier kam. Depailler kam am 1. August 1980 bei einem Unfall, den er Testfahrten auf dem Hockenheimring erlitt, ums Leben. Als Auslöser wird üblicherweise ein Bruch der Aufhängung vermutet. Sein Cockpit übernahm zunächst Vittorio Brambilla und schließlich Andrea de Cesaris. Das Jahr verlief erfolglos für Alfa Romeo. Teilweise zeigte sich das Potential des Teams; es ließ sich allerdings oft nicht in Punkte umsetzen. Beim Saisonfinale in den USA fuhr Giacomelli im Training auf die Poleposition und führte das Feld im Rennen 30 Runden lang an. Dann fiel er allerdings nach einem Zündungsdefekt aus. Insgesamt waren in der Saison 23 Ausfälle zu verzeichnen, denen nur vier Zielankünfte gegenüberstanden. Die besten Ergebnisse waren Giacomellis fünfte Plätze in Argentinien und in Großbritannien. Am Ende des Jahres belegte Alfa Romeo mit vier Punkten den 11. Rang der Konstrukteurswertung.

#### 1981

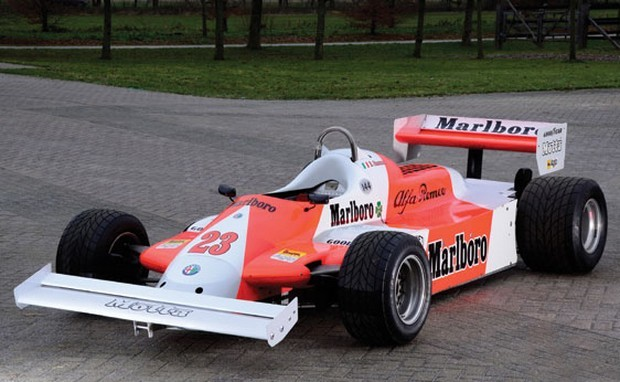
Alfa Romeo 179D

1981 kam der Alfa Romeo 179 mit dem 1260-Motor erneut zum Einsatz. Autodelta experimentierte mit verschiedenen Formen der Aufhängung – unter ihnen eine hydropneumatische Federung –, die in den Versionen 179C und 179D mündeten. Zum Jahresende erschien schließlich die Variante 179F mit einem vollständig aus Kunststoff gefertigten Monocoque, das in Bezug auf Festigkeit die früheren Exemplare des 179 deutlich übertraf. Die Entwicklung des 179F ging auf den französischen Ingenieur Gérard Ducarouge zurück, dem Alfa Romeo im Sommer 1981 die Chassisentwicklung übertragen hatte. Neben Bruno Giacomelli war in diesem Jahr Mario Andretti Alfa Romeos Werksfahrer. Andretti punktete beim Auftaktrennen in Long Beach, das er als Vierter beendete, und danach im gesamten Jahr nicht mehr. Ausfälle und Zielankünfte außerhalb der Punkteränge wechselten sich bei ihm ab. Ähnlich verhielt es sich bei Giacomelli. Er punktete erstmals beim vorletzten Saisonrennen in Kanada, wo er Vierter wurde. Beim anschließenden Saisonfinale Las Vegas erzielte Giacomelli das bis dahin beste Ergebnis für Alfa Romeo: Von Platz acht startend, beendete er das Rennen als Dritter hinter Alan Jones (Williams) und Alain Prost (Renault). Am Jahresende belegte Alfa Romeo mit zehn Punkten Rang neun der Konstrukteurswertung. Alfa war punktgleich mit Tyrrell, hatte aber mit dem dritten Platz in Las Vegas die besseren Rennergebnisse erzielt.

#### 1982

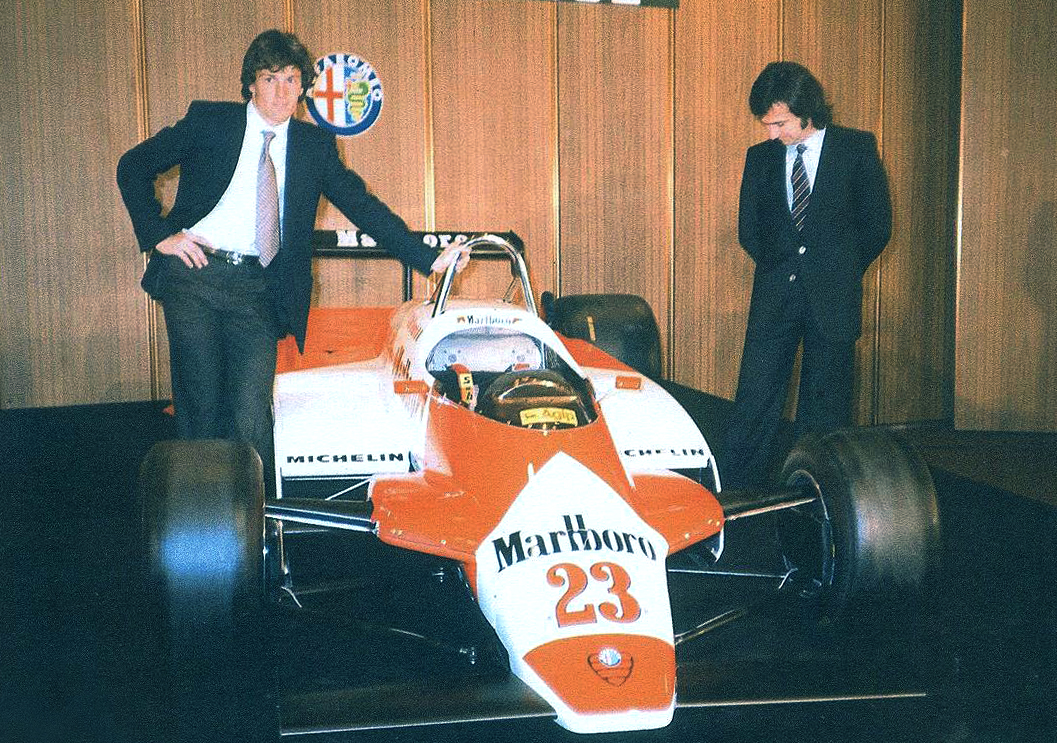
Andrea de Cesaris und Bruno Giacomelli bei der Präsentation des Alfa Romeo 182

Beim zweiten Rennen der Saison 1982 mit dem 182 das erste von Gérard Ducarouge konzipierte Alfa-Chassis. Das Monocoque bestand vollständig aus Kunststoff. Es wurde bei Advanced Composite Technology in Großbritannien hergestellt und hatte ein deutlich niedrigeres Gewicht als Alfas frühere Konstruktionen. Als Antrieb diente weiterhin der 1260-V12-Saugmotor, der 530 PS leistete und Schwierigkeiten hatte, mit den Turbomotoren der Spitzenteams standzuhalten. Neben Bruno Giacomelli wurde Andrea de Cesaris als zweiter Stammfahrer verpflichtet. De Cesaris verursachte zahlreiche Unfälle. Im Laufe der Saison fiel er zehnmal aus und zerstörte dabei drei Chassis (182/2, 182/4 und 182/5). Ein weiteres Chassis (182/1) zerstörte Giacomelli. Andererseits erzielte de Cesaris mit dem dritten Platz in Monaco das beste Ergebnis in diesem Jahr für Alfa Romeo und hatte auch in Long Beach mit einer Pole-Position positive Schlagzeilen gemacht. Giacomelli fiel neunmal aus. Der fünfte Platz in Deutschland war sein bestes Saisonergebnis.
Beim Großen Preis von Italien zeigte Alfa Romeo erstmals einen neu entwickelten Turbomotor mit acht Zylindern (Tipo 890T). Der Motor war eine Konstruktion von Carlo Chiti. In Monza war er in ein modifiziertes 182-Chassis eingebaut, das als 182T bezeichnet wurde. Der Wagen wurde in dieser Form zeitweise im Freitagstraining getestet; zu einem Renneinsatz kam es allerdings weder in Italien noch bei einem der späteren Rennen des Jahres 1982.
Insgesamt hatte Alfa Romeo in der Saison 1982 nur sieben Punkte eingefahren und fiel in der Konstrukteurswertung auf den 10. Platz zurück. Teilweise wurde vermutet, Alfa Romeo würde am Jahresende sein Formel-1-Engagement beenden.

#### 1983

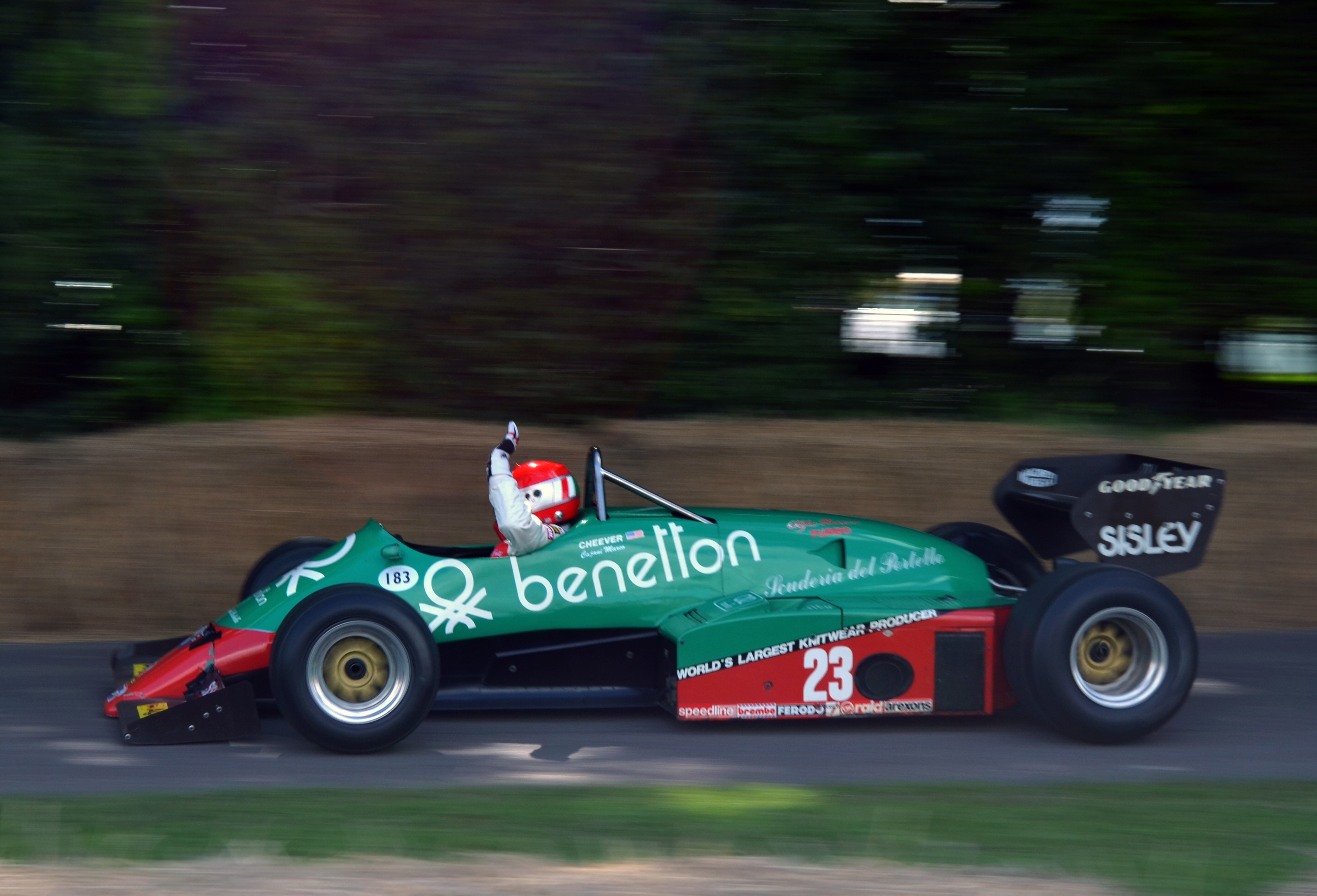
Alfa Romeo 183T

Statt der erwarteten Schließung des Teams entschied sich Alfa Romeo im Dezember 1982, den Betrieb des Rennstalls auf das unabhängige Unternehmen Euroracing auszulagern. Euroracing übernahm das Material sowie Teile des Personals und organisierte den Rennbetrieb eigenverantwortlich. Auch die Konstruktion der Chassis erfolgte ab 1983 bei Euroracing. Alfa Romeos Beitrag beschränkte sich auf die Bereitstellung der Motoren.
1983 ging Euroracing als Marlboro Team Alfa Romeo an den Start. Einsatzfahrzeug war der Alfa Romeo 183T, der technisch weitgehend dem im Vorjahr eingesetzten 182 entsprach, abweichend davon aber einen flachen Unterboden hatte, denn die Verwendung von Flügelprofilen war von der FISA mit Beginn der Saison 1983 aus Sicherheitsgründen verboten worden. Tatsächlich war das erste Exemplar des 183T eine überarbeitete Version des in Italien 1982 gezeigten Alfa Romeo 182T. Als Antrieb diente der 890T-Turbomotor, der über eine mechanische Benzineinspritzung und zwei Turbolader von KKK hatte. Die Leistung wurde mit 620 PS bei 11.000 Umdrehungen pro Minute angegeben. Der 890T galt als schwer, verbrauchsintensiv und unzuverlässig. Werksfahrer waren in dieser Saison Andrea De Cesaris und Mauro Baldi. Beide Fahrer fielen in zwei Dritteln aller Rennen aus. Andererseits erreichte de Cesaris zwei zweite Plätze und einen vierten Platz, und auch Baldi kam zweimal in den Punkterängen ins Ziel. Beim Großen Preis von Belgien fuhr de Cesaris die schnellste Runde und führte das Feld die Hälfte des Rennens an, bevor er infolge eines technischen Defekts ausfiel. Die guten Leistungen des Teams, vor allem aber die Podiumsplatzierungen de Cesaris', wurden allerdings durch einen hohen Benzinverbrauch erkauft. Schätzungen gehen davon aus, dass de Cesaris auf dem Hockenheimring, wo er als Zweiter ins Ziel kam, über 300 Liter Benzin verbrauchte. Insgesamt wurde Alfa Romeos Werksteam mit 18 Punkten Sechster der Konstrukteursmeisterschaft.

#### 1984

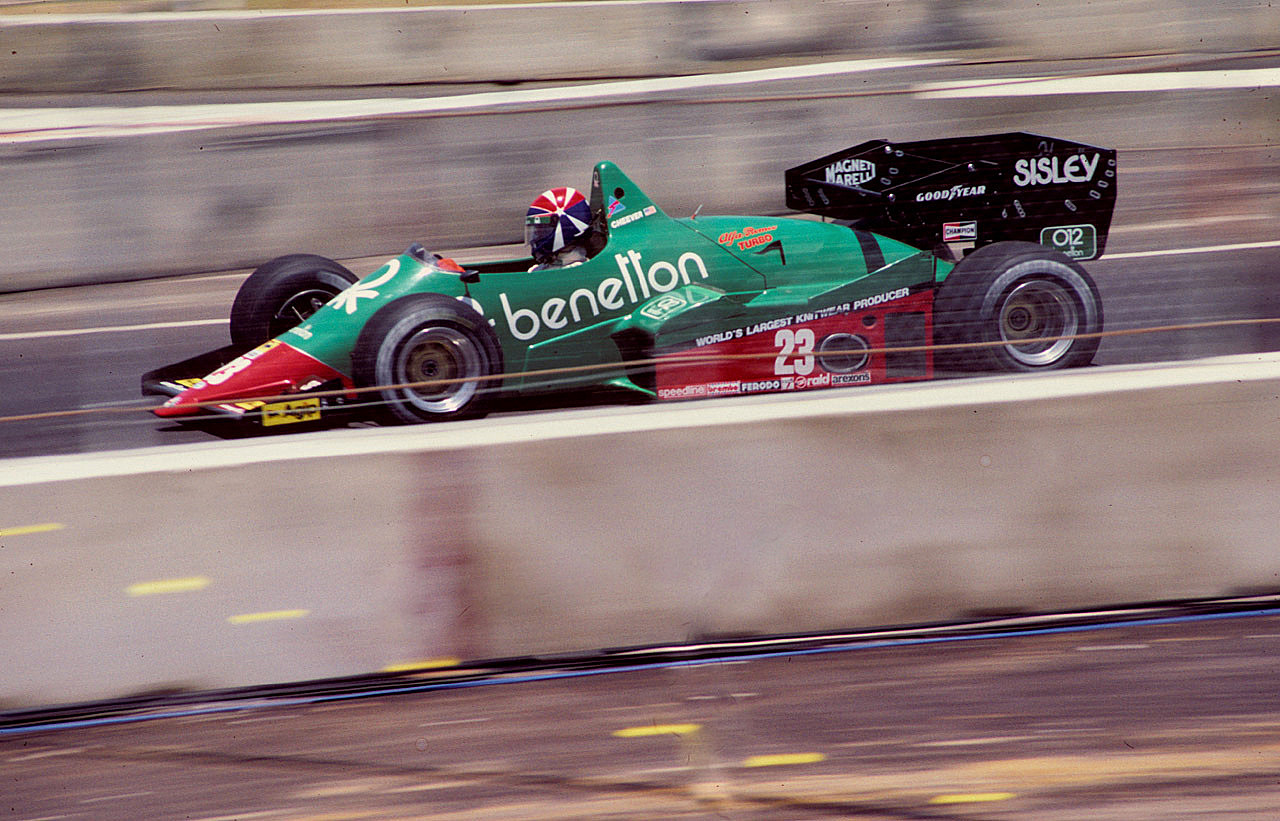
Alfa Romeo 184T

1984 trat Euroracing als Benetton Team Alfa Romeo an. Einsatzfahrzeug war der Alfa Romeo 184T, der eine Weiterentwicklung des letztjährigen 183T war und damit konzeptionell auf das Jahr 1982 zurückging. Verantwortliche Konstrukteure der Ausgangsversion waren Mario Tollentino und Luigi Marmiroli; ab Sommer 1984 überarbeitete Gustav Brunner die Autos. Sie wurden weiterhin von den Tipo-890T-Motoren angetrieben. Als problematisch erwies sich besonders der hohe Verbrauch, weil die FIA die Treibstoffmenge in dieser Saison auf 220 Liter für jedes Rennen begrenzte. Alfa Romeo reagierte darauf in erster Linie durch eine Absenkung des Ladedrucks. Während der 890T in der 1983er Version noch regelmäßig mit einem Ladedruck von 3,0 bar und gelegentlich auch mit 3,8 bar gefahren worden war, ließ Autodelta 1984 bei einigen Rennen lediglich einen Druck von 2,2 bar zu. Damit erreichten sie eine Leistung von weniger als 600 PS, sodass sie nur unwesentlich stärker waren als ein Cosworth-DFV-Saugmotor. Werksfahrer waren 1984 Riccardo Patrese und Eddie Cheever.
Die Saison war von zahlreichen Ausfällen geprägt. Patrese und Cheever kamen jeweils nur sechsmal ins Ziel; jeder Fahrer fiel zehnmal aus. Wesentlicher Ausfallgrund war das Turbotriebwerk: „Wenn der Motor nicht vorher explodierte, blieben die Fahrer vor Rennende ohne Benzin liegen.“ Cheever kam 1984 einmal und Patrese dreimal in die Punkteränge. Patrese wurde einmal Sechster und einmal Vierter, und den Großen Preis von Italien, das Heimatrennen seines Teams, beendete er als Dritter. Es war die letzte Podiumsplatzierung eines Alfa Romeo in der Formel 1. Tiefpunkt war die Nichtqualifikation Cheevers beim Großen Preis von Monaco, zu dem nur 20 Fahrzeuge zugelassen waren. Cheevers Qualifikationszeit reichte nur für den 23. Platz. Er lag damit 3,8 Sekunden über der Pole-Zeit von Alain Prost im McLaren und 0,35 Sekunden über der Zeit Stefan Bellofs, der sich mit seinem Saugmotor-Tyrrell für Platz 20 qualifiziert hatte. Am Ende belegte Alfa Romeo mit 11 Punkten den achten Rang der Konstrukteurswertung.

#### 1985

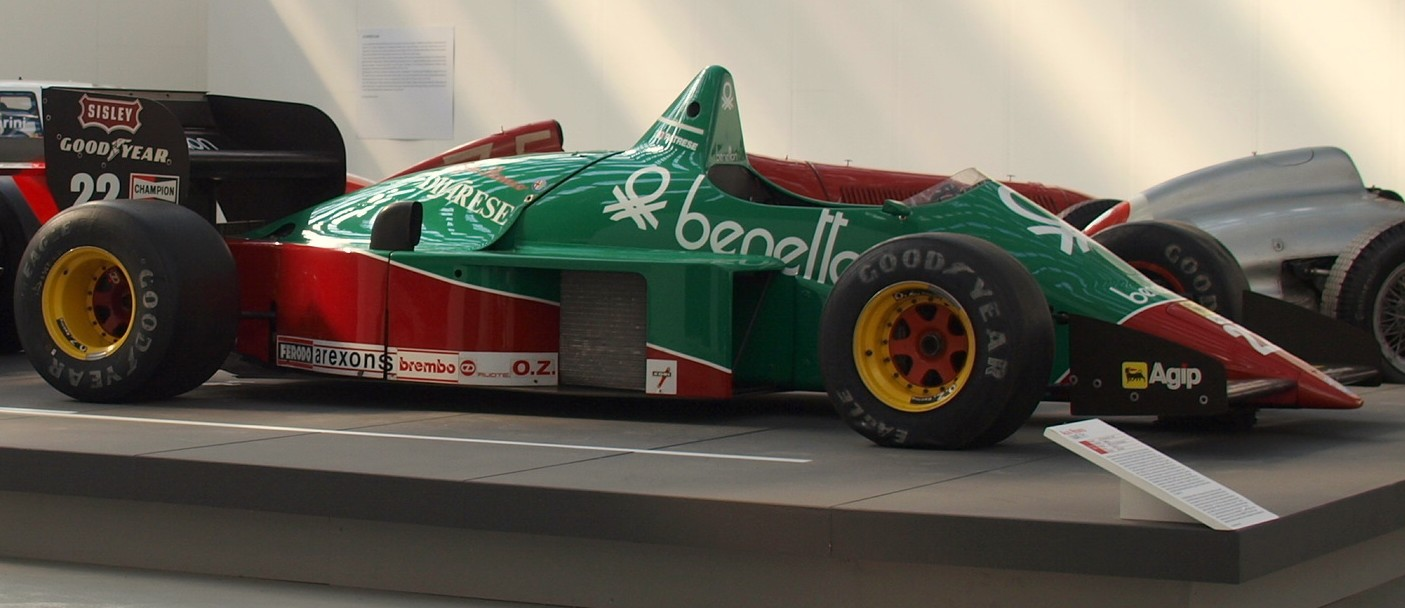
Alfa Romeo 185T

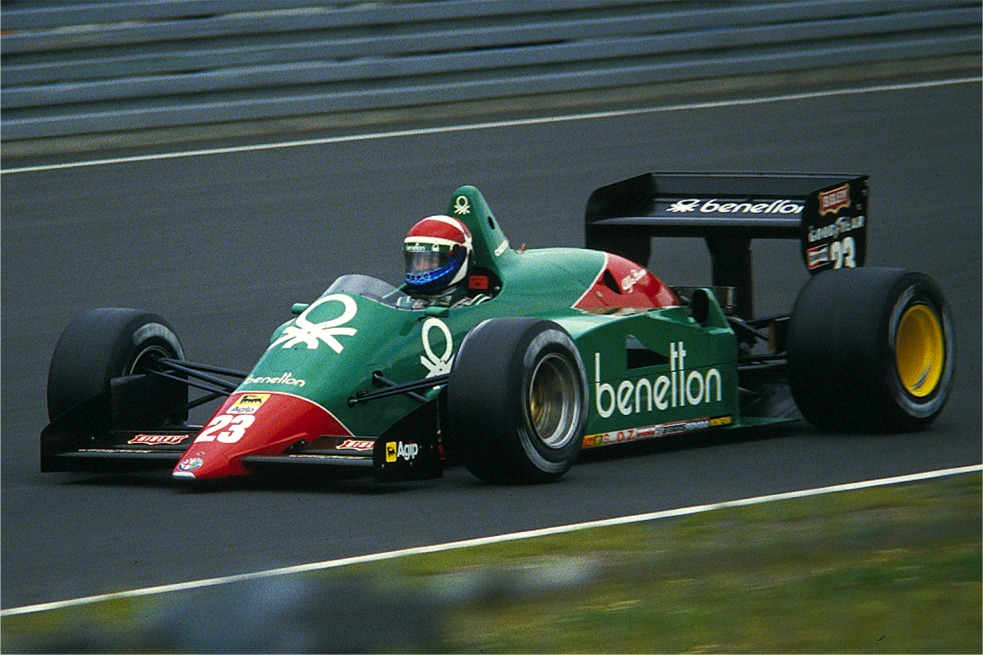
Alfa Romeo 184TB (1985)

1985 gab es größere Veränderungen: Der Rallye-Fahrer Sandro Munari wurde Rennleiter, und Autodelta stellte einen überarbeiteten Motor zur Verfügung. Die Leistungen des Teams verbesserten sich gleichwohl nicht. Der zu Saisonbeginn eingesetzte Alfa Romeo 185T erwies sich als problematisch; Riccardo Patrese bezeichnete ihn später als das schlechteste Auto, das er in seiner Formel-1-Karriere gefahren sei. Die Mängel des Autos waren so erheblich, dass Euroracing nach einer erfolglosen ersten Saisonhälfte den 185T aufgab und für den Rest des Jahres wieder mit dem Vorjahresfahrzeug 184TB antrat. Alfa Romeo erreichte in dieser Saison nicht einmal mehr einen Punkt in der Konstrukteursweltmeisterschaft.
Mit Ablauf der Saison 1985 zog sich Alfa Romeo erneut aus der Formel 1 zurück. Bereits im Mai 1985 hatte Benetton, der Sponsor des Teams, klargemacht, dass er Euroracing 1986 nicht mehr unterstützen würde: Der italienische Strickwarenhersteller verband sich im Frühjahr mit dem britischen Toleman-Team, das parallel zum Benetton-Auftritt bei Euroracing auf den Toleman-Autos mit den Benetton-Marken Sisley und 012 warb. Ende 1985 übernahm Benetton das gesamte Toleman-Team und führte es unter der Bezeichnung Benetton F1 weiter. Aufgrund der schwachen Leistungen des Euroracing-Teams ließ sich für 1986 kein weiterer Sponsor finden.
Euroracing engagierte sich nach einer Pause von zwei Jahren 1988 wieder in der Formel 1, als es zusammen mit dem Schweizer Privatteam Brun Motorsport das Team EuroBrun an den Start brachte.

### Gescheiterter Neubeginn 1987
Seit 1983 entwickelte Autodelta bzw. dessen Nachfolger Alfa Corse einen neuen Vierzylinder-Turbomotor vom Typ Alfa Romeo 415T. Zielvorstellung war es, dieses Triebwerk in der Saison 1987 einem unabhängigen Team zur Verfügung zu stellen. Euroracing testete den Motor im Auftrag von Alfa Romeo im Mai 1986 in einem modifizierten 185T auf der hauseigenen Strecke in Balocco; Fahrer war Alfas Testpilot Giorgio Francia. Im Juli 1986 schloss Alfa Romeo eine Vereinbarung mit der französischen Équipe Ligier, die den Vierzylinder-Turbomotor in der Saison 1987 einsetzen sollte. Ligier konstruierte für das Triebwerk schließlich den Ligier JS29, der im Januar 1987 erstmals mit dem 415T getestet wurde. Kurz vor dem ersten Saisonrennen kam es allerdings zum Bruch zwischen Alfa Romeo und Ligier, der in der Außendarstellung mit abwertenden Äußerungen des Ligier-Piloten René Arnoux über den Alfa-Motor begründet wurde, tatsächlich aber auf eine politische Entscheidung des Fiat-Konzerns zurückzuführen war, der Alfa Romeo 1986 übernommen hatte und neben der ebenfalls zum Konzern gehörenden Scuderia Ferrari kein weiteres Standbein in der Formel 1 benötigte. Alfa Romeo zog den Motor zurück und bot ihn auch keinem anderen Team an. Ligier wechselte daraufhin zu Megatron-Motoren.

### Osella und EuroBrun mit Alfa-Technik

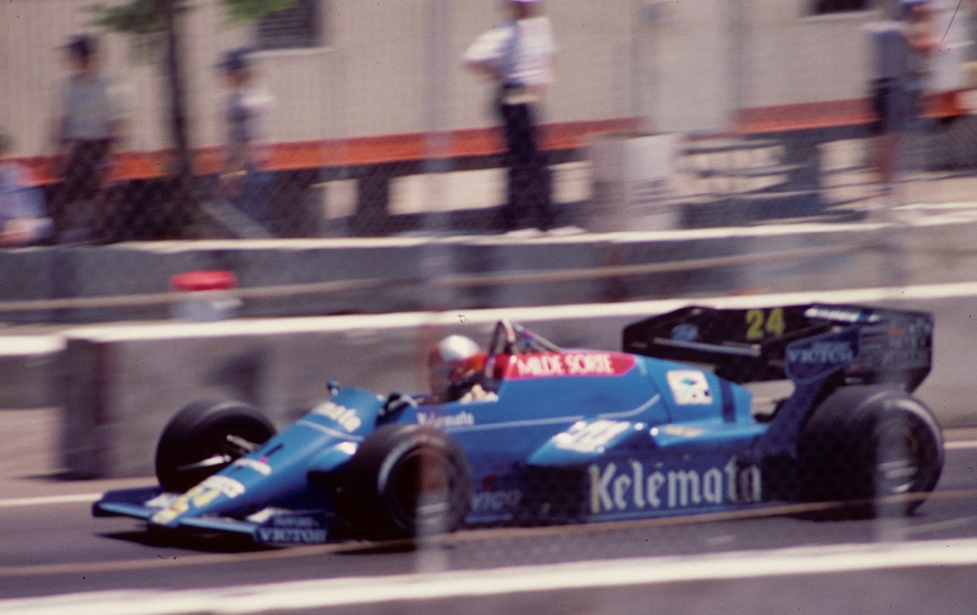
Mit Alfa-Romeo-Technik: Osella FA1/F (1984)

Alfa Romeos Formel-1-Technik wurde in den 1980er-Jahren vom Turiner Rennstall Osella Squadra Corse weiterverwendet. Osella übernahm ab Anfang 1984 einen Alfa Romeo 183T und entwickelte daraus eine Reihe eigener Fahrzeuge, die mit dem Osella FA1F begann. Der erste Osella FA1F war „in Wirklichkeit ein angepasster Alfa Romeo 183T“. Alle weiteren Osella-Rennwagen der Turboära bis 1988 waren Abwandlungen dieses Modells. Bis 1988 nutzte Osella außerdem Alfa Romeos Turbomotoren, die im Laufe der Jahre zunehmend ihre Konkurrenzfähigkeit einbüßten. Im letzten Jahr wurden sie als Osella 890T gemeldet.
Als Euroracing zusammen mit dem Schweizer Unternehmer Walter Brun 1988 unter der Bezeichnung EuroBrun in die Formel 1 zurückkehrte, setzte das Team mit dem EuroBrun ER188 ein Auto ein, das nach allgemeiner Ansicht eine überarbeitete Version des Alfa Romeo 184T von 1984 war; Günter Schmid, des Chef von Rial Racing, fasste das wie folgt zusammen: „Wenn man den EuroBrun rot anstreicht, hat man einen Alfa. Die haben nichts gemacht.“

### 2018 bis 2023: Titelsponsoring bei Sauber

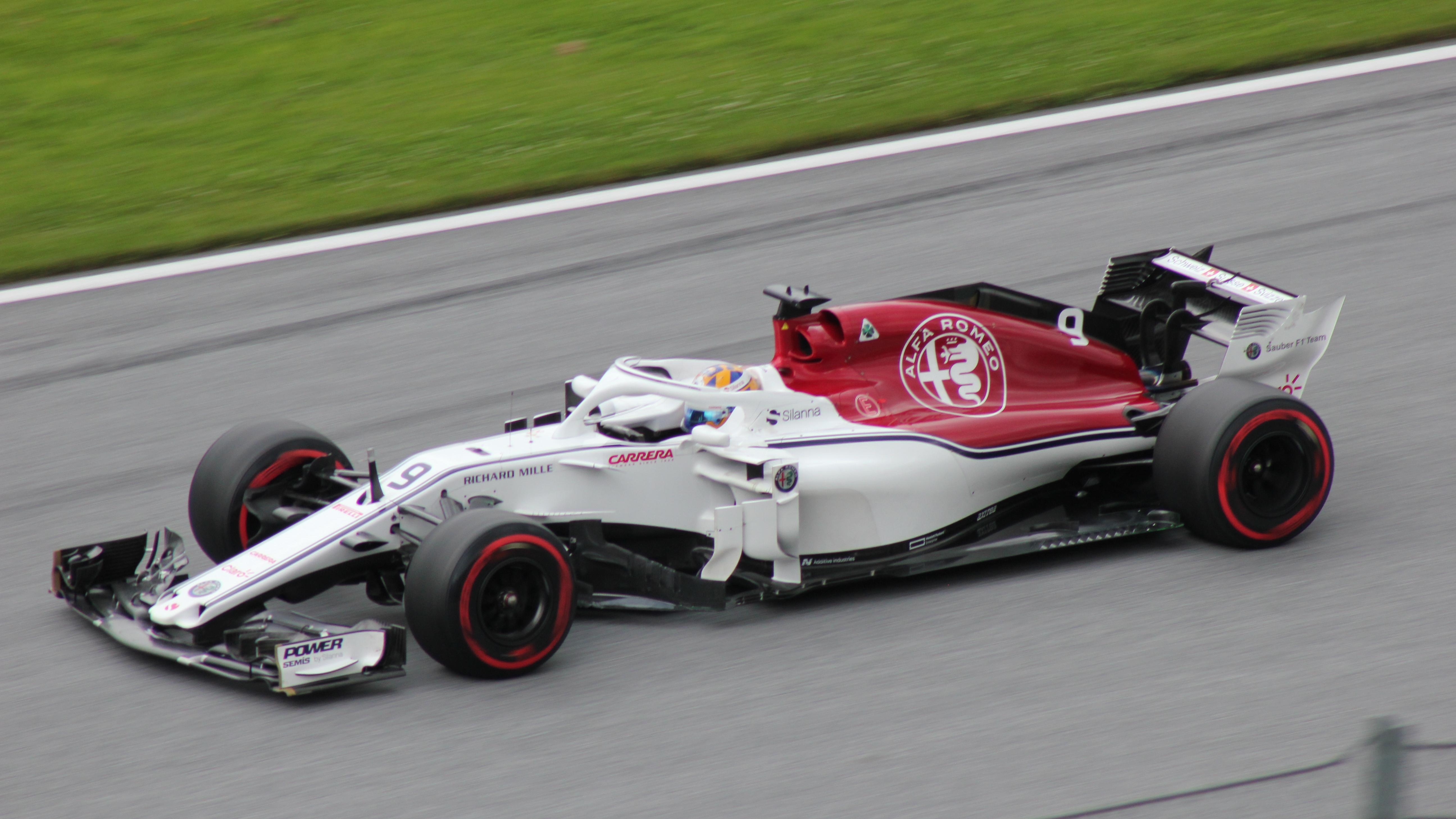
Alfa Romeos Logo auf einem Sauber C37 (2018)

Bereits seit 2015 äußerte Fiats CEO Sergio Marchionne wiederholt öffentlich, dass Alfa Romeo jedenfalls mittelfristig in die Formel 1 zurückkehren „muss“. 2016 war zeitweise die Übernahme des Schweizer Teams Sauber-Teams im Gespräch, das sich in dieser Saison in erheblichen wirtschaftlichen Schwierigkeiten befand. Am 29. November 2017 wurde eine mehrjährige Partnerschaft mit Sauber verkündet. Das Team trat ab 2018 als Alfa Romeo Sauber F1 Team mit dem Sauber C37 und Ferrari-Motoren der aktuellen Ausbaustufe an.
2019 erfolgte die Umbenennung des Teams in Alfa Romeo Racing. Alfa Romeo ist allerdings nur Titelsponsor und Namensgeber; Anteile an Sauber hat Alfa Romeo nicht übernommen. Das betreibende Unternehmen heißt weiterhin Sauber Motorsport AG. In den Medien wird das Vorgehen Alfa Romeos teilweise als Etikettenschwindel kritisiert.
Am Ende des Jahres 2023 endete die Zusammenarbeit zwischen dem Schweizer Rennstall und Alfa Romeo.

## Tourenwagen

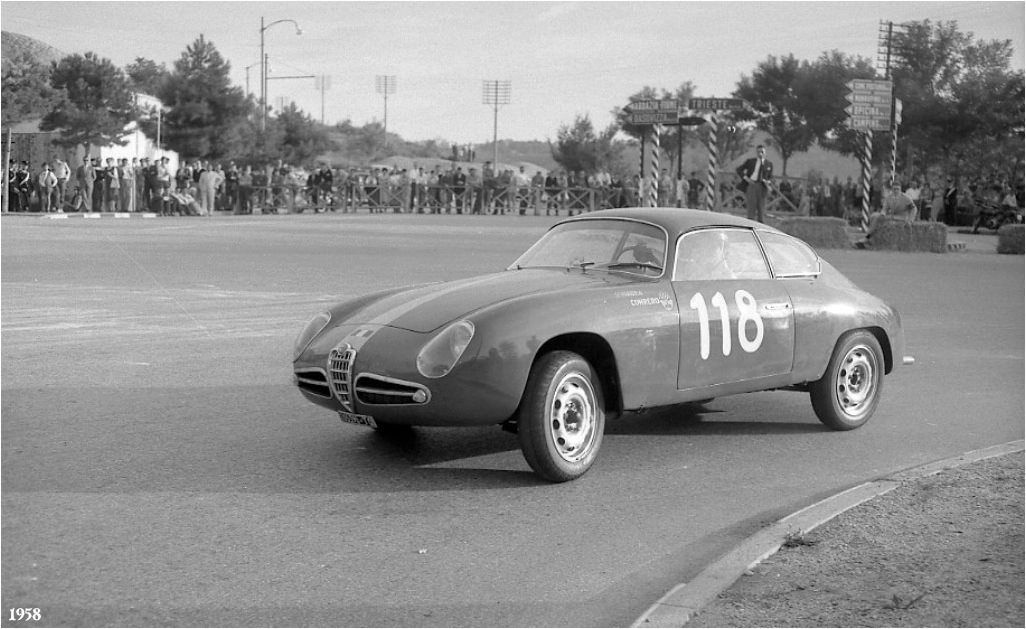
Alfa Romeo Giulietta 1300 SZ (Sprint Zagato)

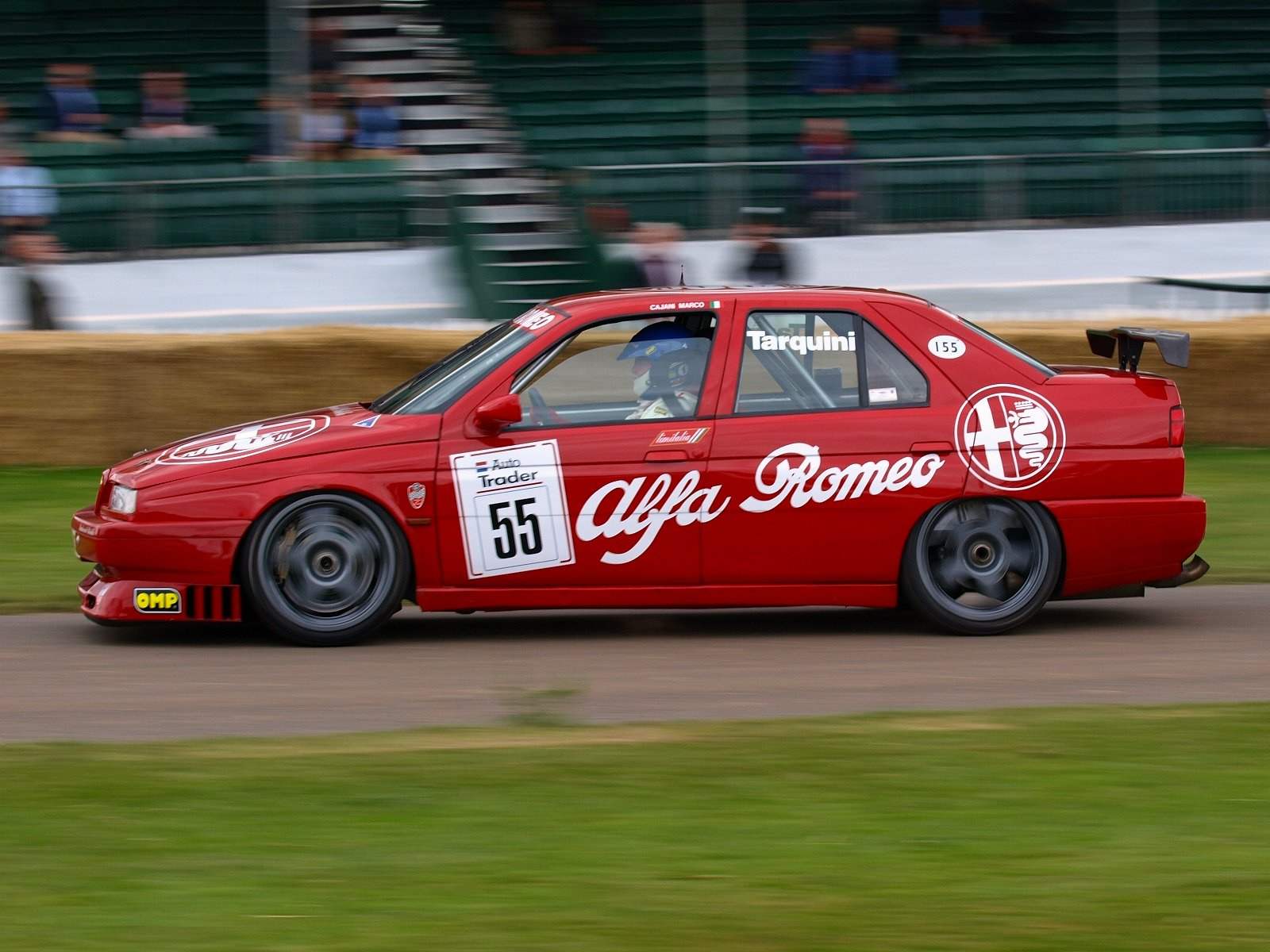
Erfolgreich im Tourenwagensport der 1990er Jahre: Der Alfa Romeo 155.

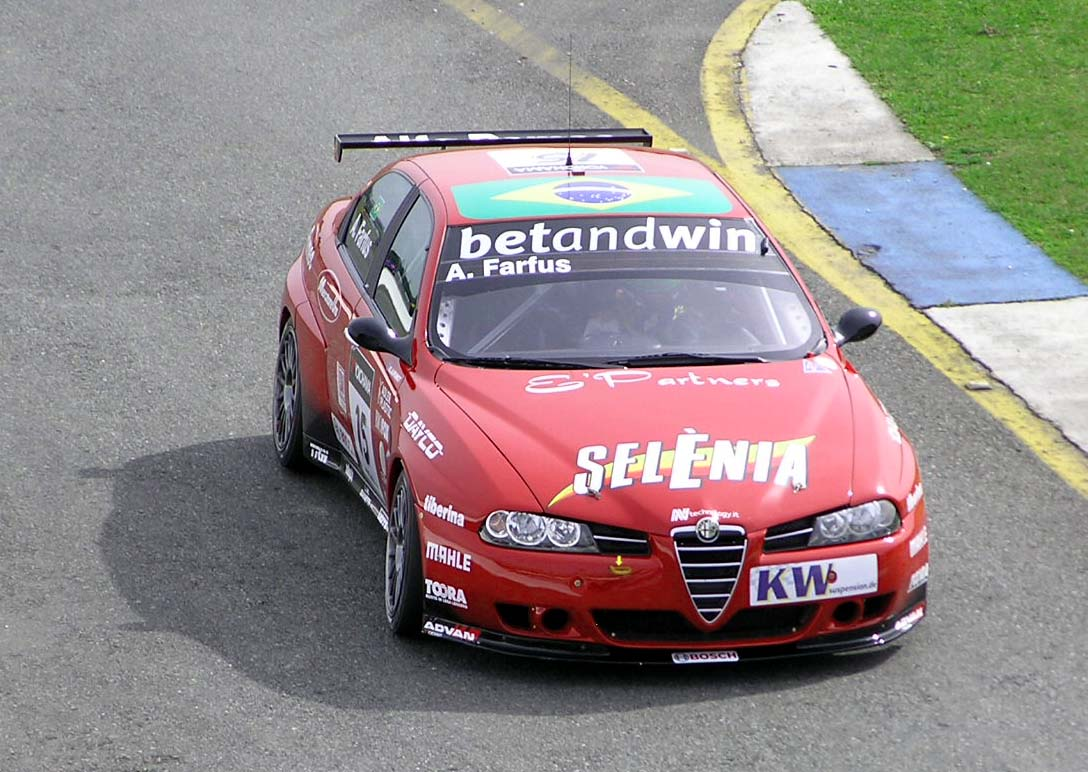
Augusto Farfus beim WTCC-Rennen 2006 in Curitiba/Brasilien

Für den Tourenwagensport entwickelte Alfa Romeo in den frühen 1950er-Jahren zunächst das Modell Disco Volante, auf Deutsch: fliegende Untertasse. Der Wagen erregte mit seiner ungewöhnlichen Form großes Aufsehen; die sportlichen Erfolge blieben allerdings weitgehend aus. Nachdem Kunden von Alfa Romeo in den 1950er-Jahren mit dem 1300-cm³-Giulietta-Sprint-Veloce (90 PS) und Sprint Zagato (knapp 100 PS) erfolgreich an Gran-Turismo-Rennen teilgenommen hatten, setzte Alfa Romeo zu Beginn des neuen Jahrzehnts verstärkt auf den Tourenwagen- und GT-Sport.
In diesen Bereich gehörte zunächst die nur einhundertmal gebaute Giulia TZ, die bei Autodelta hergestellt wurde. Angesichts einer Leistung von 112 PS, die von einem 1,6 Liter großen Triebwerk entwickelt wurde, und des geringen Leergewichts von 660 kg war der Wagen mit Gitterrohrrahmen sehr schnell. Allerdings kam es bei zahlreichen Renneinsätzen zu Ausfällen.
Ab 1965 konzentrierte sich Alfa Romeo vor allem auf den Alfa Romeo GTA (GTA = Gran Turismo Allegeritta), der zwecks Gewichtsoptimierung überwiegend aus Aluminium gefertigt wurde. In den 1960er- und 1970er-Jahren erzielte Alfa Romeo mit dem GTA zwei Dutzend Championate, davon allein sieben Europameistertitel bei den Renntourenwagen, sowie zahlreiche sonstige Tourenwagensiege. Vor allem in der Klasse bis 1,3 Liter dominierte ab 1968 der GTA Junior über fast ein Jahrzehnt souverän die gesamte Szene.
Mit dem Alfasud begannen 1975 die beim Publikum beliebten Markenpokalrennen. Gerhard Berger erzielte beim Alfasud-Pokal seine ersten großen Erfolge.
Die Alfetta GTV 6 war in den 1980er-Jahren bei den Tourenwagenrennen sehr erfolgreich. Von 1982 bis 1985 erzielte sie vier Europameistertitel in Folge. 1987 entwickelte Alfa Romeo eine Rennsportversion des Alfa Romeo 75 mit Turboaufladung, die an der Tourenwagenweltmeisterschaft teilnehmen sollte. Das Fahrverhalten des Wagens war problematisch; er wurde nur gelegentlich eingesetzt und blieb ohne Erfolg.
In den 1990er-Jahren entwickelte sich der Alfa 155 zum erfolgreichen Renntourenwagen. Die ersten Lorbeeren verdiente sich der technisch am erfolgreichen Rallye-Modell Lancia Delta Integrale angelehnte 155 GTA mit Allradantrieb in der italienischen Tourenwagenszene im Jahr 1992. Alessandro Nannini und Nicola Larini gewannen die Meisterschaft auf Anhieb. Im folgenden Jahr machte der turbogeladene Vierzylinder dem traditionellen Alfa-V6 Platz. Damit gewann Alfa Romeo 1993 die Deutsche Tourenwagen-Meisterschaft (DTM). Bis zum Ende der populären und heiß umkämpften Rennserie 1996 sammelten die Alfas in der DTM und ITC zahlreiche Siege. Aber auch in den europäischen Superturismo-Championaten erwies sich der nach Klasse-2-Reglement aufgebaute 155 als Siegertyp, so unter anderem in der italienischen Meisterschaft und der BTCC.
Nach dem Ende der DTM beziehungsweise der ITC 1996 fuhr Alfa im Super Tourenwagen Cup (STW). Ab 1998 startete der Alfa Romeo 156, der den 155 ablöste, in der Super-Tourenwagen-Serie (Supertourismo in Italien) und gewann dort 1998 und 1999 die Meisterschaft.
Ab 2000 wurde mit dem Alfa 156 im Europäischen SuperTourenwagenCup (STC) gestartet, den Alfa Romeo 2000 und 2001 gewann. 2002 war der Auftakt zur Tourenwagen-Europameisterschaft (ETCC). Auch diese hochrangige Tourenwagenserie gewann Alfa Romeo mit einem 156 GTA gleich zweimal in Folge – 2002 und 2003. Gabriele Tarquini löste dabei den langjährigen Tourenwagensieger Fabrizio Giovanardi ab.
Zur Saison 2005 wurde die ETCC in die Tourenwagen-Weltmeisterschaft (WTCC) umgewandelt, in der sich Alfa Romeo mit fünf 156 werksseitig beteiligte. Fabrizio Giovanardi wurde mit Rang drei im Endklassement bestplatzierter Alfa-Pilot. Am Saisonende stiegen die Mailänder aus der Weltmeisterschaft aus und überließen die Einsätze des mittlerweile etwas in die Jahre gekommenen Alfa 156 2006 und 2007 dem Privatteam N.Technology. Seit der Saison 2008 ist Alfa Romeo nicht mehr in der Tourenwagen-Weltmeisterschaft vertreten.
Ab der Saison 2002 wurde außerdem der Alfa 147 in Markenpokalrennen eingesetzt. Alle Fahrzeuge verfügten über einen Vierzylinder-Dieselmotor mit 1,9 Litern Hubraum und Common-Rail-Direkteinspritzung. Motor und Getriebe waren verplombt. Unter technisch gleichen Bedingungen konnten junge Fahrer zur Freude der Zuschauer ihr fahrerisches Talent beweisen. 2004 wurde der Alfa-147-Cup zum letzten Mal durchgeführt.

## Sportwagen

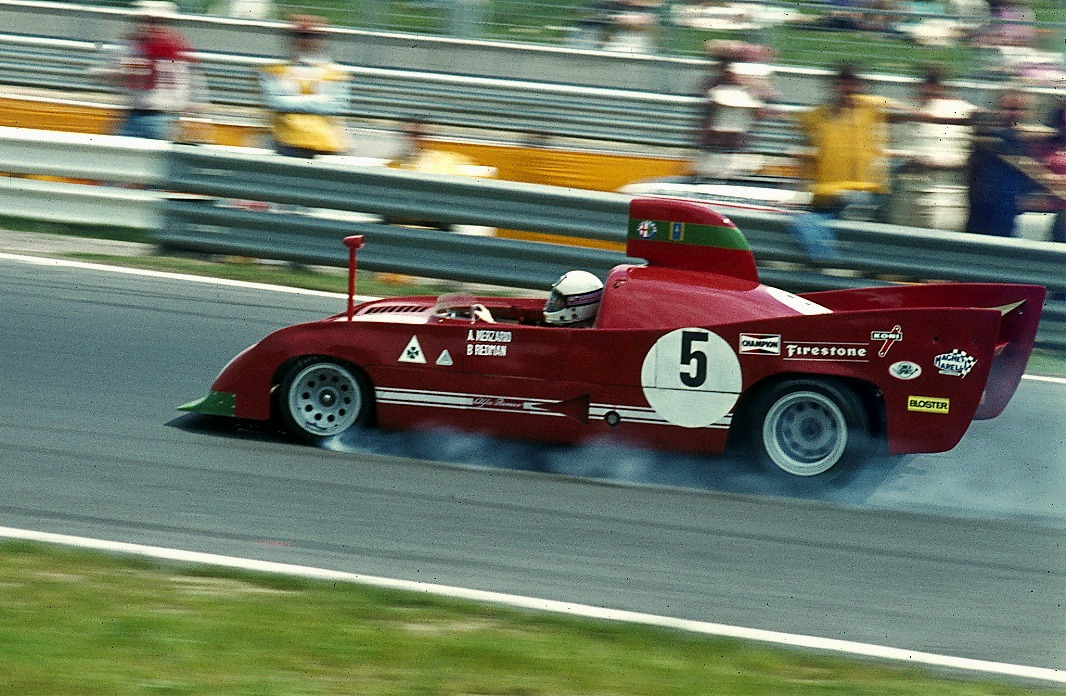
Brian Redman im Alfa Romeo 33 TT12 beim 1000-km-Rennen auf dem Nürburgring 1974

1967 erschien erstmals der Alfa Romeo Tipo 33. Es war ein nur für den Rennsport entwickelter Wagen mit Gitterrohrrahmen und Mittelmotor. Mit der Zeit entstanden mehrere Varianten: V8 mit 2,0, 2,5 sowie 3,0 Liter Hubraum und später auch ein Dreiliter-V12. Der Tipo 33 war vor allem auf Langstreckenrennen wie der Targa Florio, dem 24-Stunden-Rennen von Le Mans und bei dem 1000-km-Rennen auf dem Nürburgring erfolgreich. Trotz starker Konkurrenz vor allem durch Porsche konnte Alfa Romeo in den folgenden zehn Jahren zahlreiche Siege erzielen. Mit dem 33TT13 gewann Alfa Romeo, repräsentiert durch das deutsche Willi Kauhsen Racing Team, 1975 die Sportwagen-Weltmeisterschaft mit sieben Siegen in acht Rennen. Die erfolgreichen Fahrer waren Arturo Merzario, Vittorio Brambilla, Jacques Laffite, Henri Pescarolo, Derek Bell und Jochen Mass. Mit dem nochmal weiterentwickelten Tipo 33SC12, der alle acht Rennen der Saison 1977 gewann, ging auch in diesem Jahr die Sportwagen-Weltmeisterschaft an Alfa Romeo. Auf dem Salzburgring erreichte der 33SC12 eine Durchschnittsgeschwindigkeit von 203,82 km/h. Nach dem Titelgewinn 1977 zog sich Alfa Romeo aus der Sportwagen-Weltmeisterschaft zurück. Das Unternehmen konzentrierte sich danach auf sein Formel-1-Engagement.

## Procar-Serie

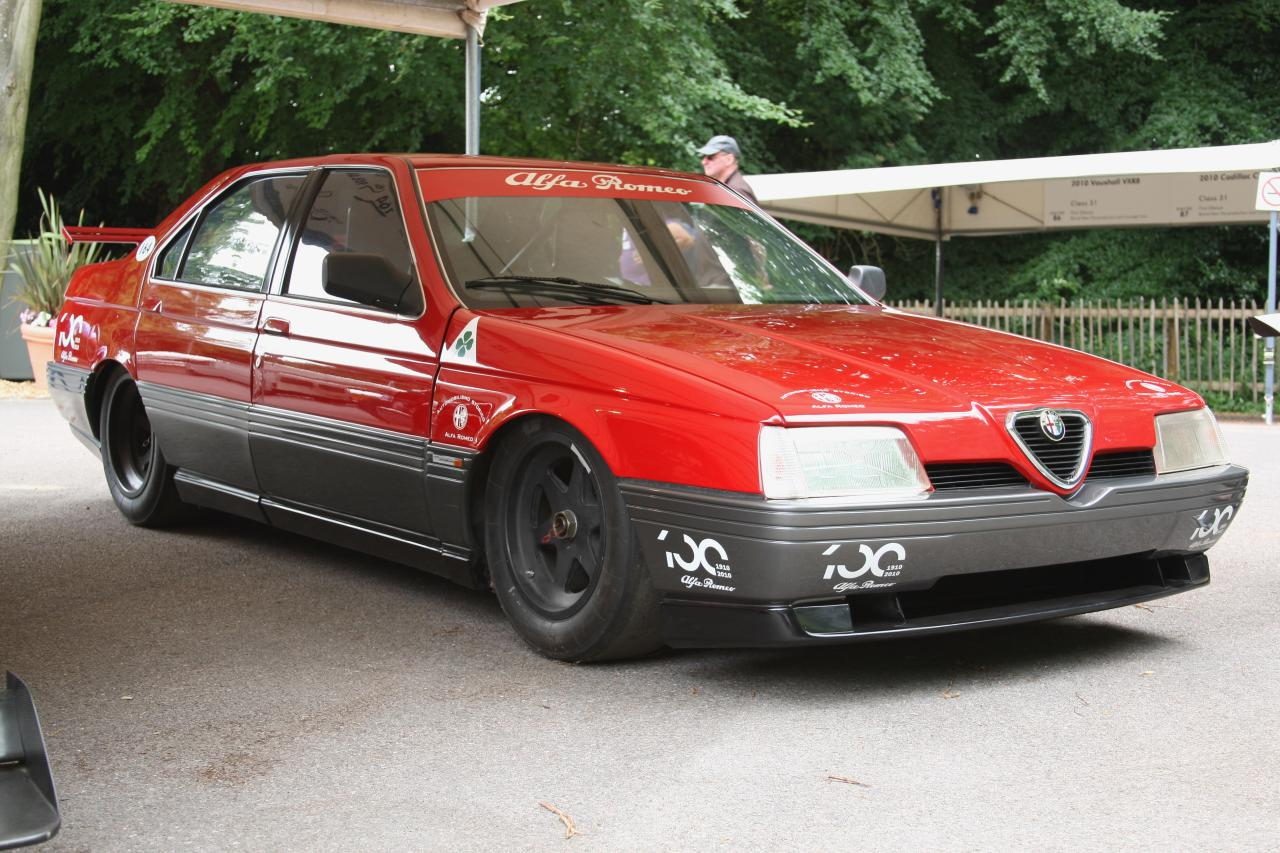
Prototyp des Alfa Romeo Procar

1988 entwickelte Alfa Romeo gemeinsam mit dem britischen Rennstall Motor Racing Developments einen Prototyp für die Procar-Serie, deren Wiederbelebung für 1989 geplant war. In der Procar-Serie sollten Tourenwagen antreten, die mit Formel-1-Saugmotoren ausgerüstet waren. Die Aufbauten sollten optisch an Serienfahrzeuge erinnern, von dem mindestens 25000 Exemplare entstanden waren. Die auf eine Idee Bernie Ecclestones zurückgehende Serie sollte dazu dienen, mittelfristig neue Motorenhersteller für die Formel 1 zu gewinnen; sie sollten in der Procar-Serie Gelegenheit bekommen, ihre Konstruktionen zu testen.
Nachdem Alfas Formel-1-Engagement infolge der Übernahme durch Fiat zu einem Ende gekommen war und der Einsatz des Alfa 75 bei Tourenwagenrennen 1987 erfolglos geblieben war, konzentrierte sich Alfa Romeo mit seiner in Alfa Corse umbenannten Sportabteilung im Laufe des Jahres 1988 auf die Entwicklung eines Procar-Fahrzeugs. Die Karosserie des Autos war dem neuen Alfa Romeo 164 nachempfunden; als Motor wurde ein neu konstruierter Zehnzylinder-V-Motor mit 3,5 Litern Hubraum eingesetzt. Seine Leistung wurde mit über 600 PS angegeben. Alfa Romeo und Brabham stellten einige Prototypen her.
Die Rennserie wurde letztlich nicht verwirklicht, sodass Alfas Procar-Fahrzeug nicht zum Einsatz kam.

## Indy Car Series

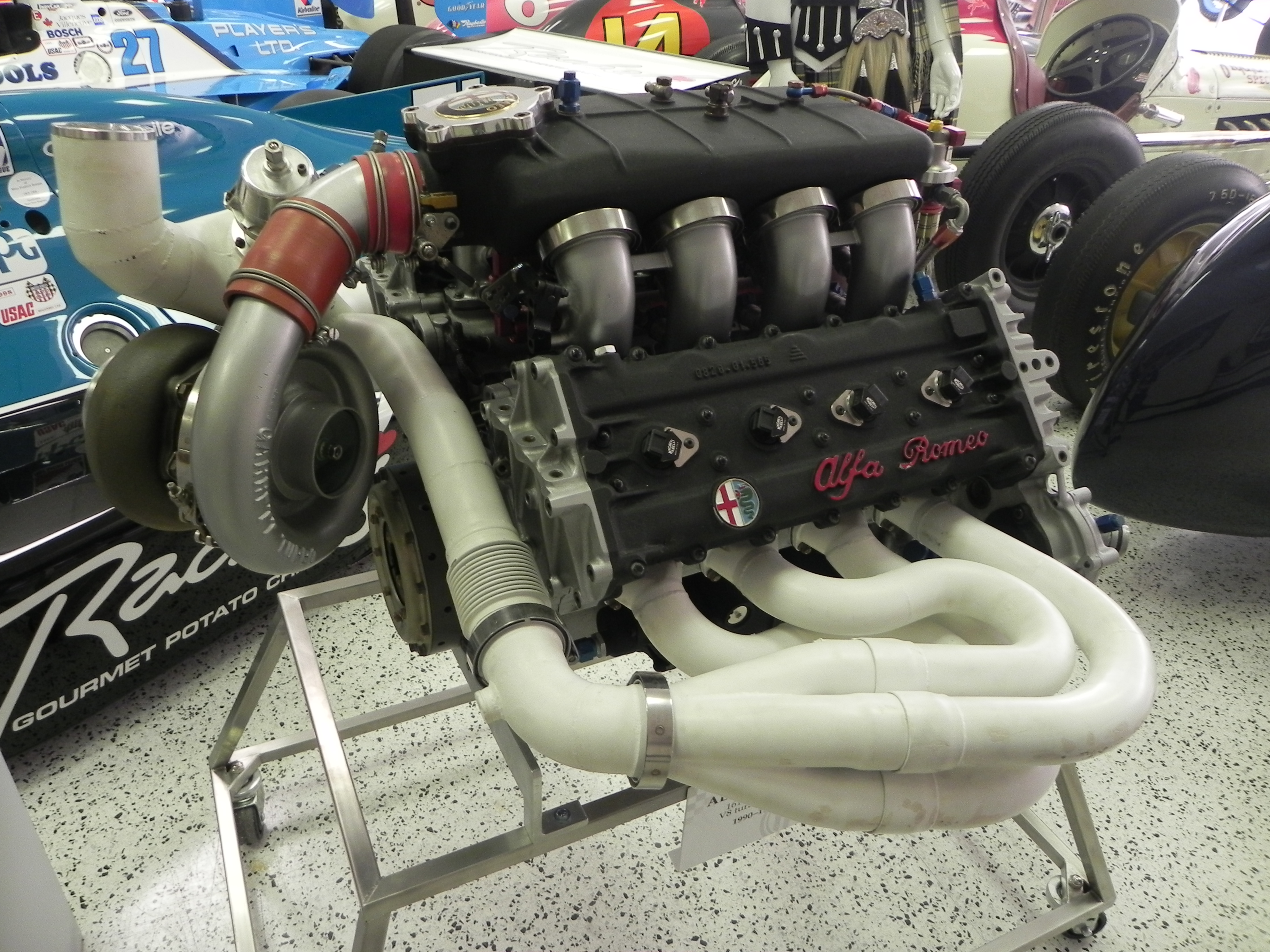
IndyCar-Motor von Alfa Romeo

Ende der 1980er-Jahre lieferte Alfa Romeo Motoren für die Champ-Car-Serie (damals noch als PPG IndyCar World Series bezeichnet), die zwar bei Weitem nicht so erfolgreich waren wie die von Cosworth oder Ilmor gebauten Triebwerke, jedoch auch von bekannten Piloten wie beispielsweise Al Unser eingesetzt wurden. Beim von Alfa Romeo angebotenen Motor handelte es sich um einen V8-Turbo mit den vom Reglement vorgegebenen 2648 cm³ Hubraum, der auf dem als Tipo 034 bezeichneten Motor des Ferrari 637 basierte, den Ferrari 1985 für die IndyCar-Serie entwickelt hatte und der aber letztlich nicht eingesetzt wurde.
Das erste Team, das Alfa-Motoren einsetzte, war Alex Morales Motorsport, das diesen Motor 1989 im March-Chassis von Roberto Guerrero verwendete. Guerrero konnte aber nur gelegentlich punkten und beendete die Saison mit 6 Punkten auf Platz 23 der Wertung. 1990 wurde der Motor exklusiv vom Team Patrick Racing in Chassis von March und Lola eingesetzt, das erneut Guerrero an den Start brachte und bei zwei Rennen Al Unser als zweiten Fahrer antreten ließ. Unser blieb dabei punktlos, Guerrero konnte sich hingegen mit insgesamt 24 Punkten, gleichbedeutend mit Platz 16 der Fahrerwertung, und einem fünften Platz als bestes Ergebnis verbessern. Patrick Racing setzte auch im Folgejahr 1991 weiter auf den Alfa-Motor im Lola-Chassis und verpflichtete dabei Danny Sullivan als neuen Spitzenfahrer, während Guerrero nur noch bei einzelnen Rennen antrat. Auch Sullivan konnte regelmäßig punkten, kam aber über einen vierten Platz beim Saisonauftakt im australischen Surfers Paradise als bestes Ergebnis nicht hinaus und belegte am Saisonende mit 56 Punkten Rang 11 der Wertung. Mit Ablauf dieser Saison stellte Alfa Romeo allerdings das Engagement bei den Champ Cars ein.

## Quadrifoglio Verde

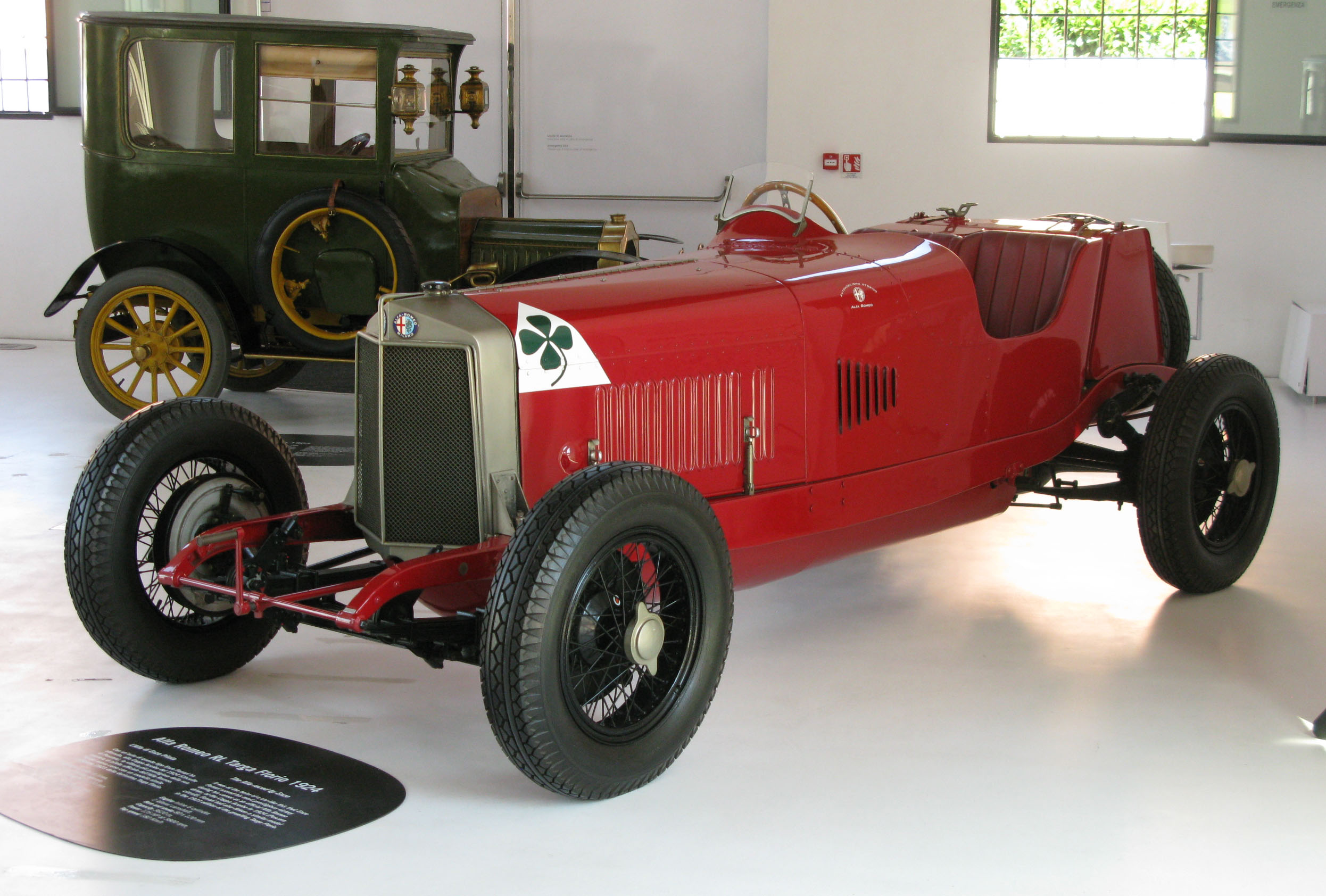
Das quadrifoglio verde auf einem Alfa Romeo RL Targa Florio

Als Alfa Romeo 1923 mit einem RL die Targa Florio erstmals gewann, hatte der Fahrer Ugo Sivocci zuvor auf die Motorhaube ein grünes vierblättriges Kleeblatt auf einer weißen Raute als Glücksbringer gemalt. Die vier Ecken der weißen Raute standen für die vier Alfa-Werksfahrer Antonio Ascari, Ugo Sivocci, Giulio Masetti und Giuseppe Campari. Auch alle anderen Werksrennwagen trugen von dort an das Kleeblatt auf dem weißen Untergrund. Als Sivocci am 8. September 1923 mit dem neuen Rennwagen namens P2 auf der Rennstrecke in Monza trainierte, fehlte das Quadrifoglio Verde noch. Sivocci verunglückte in diesem Training tödlich. Er flog in der Kurve, die später als „Ascari-Kurve“ bekannt wurde, von der Strecke. Aus Respekt und als Zeichen dafür, dass Ugo Sivocci für Alfa unersetzbar ist, hat das Kleeblatt seit damals keine Raute mehr als Untergrund, sondern ein Dreieck.
Bis heute ist quadrifoglio verde ein Markenzeichen für die im Rennsport eingesetzten Fahrzeuge der Marke Alfa Romeo. Der frühere Werksrennstall Alfas Corse sowie die Rennwagenabteilung Autodelta übernahmen das Kleeblatt als Glückssymbol. Bei einigen Modellen von Alfa Romeo wurde die Bezeichnung Quadrifoglio auch für sportliche Modellvarianten benutzt.

## Zahlen und Daten

### Statistik in der Formel 1
Stand: Saisonende 1985
| Saison                              | Teamname                 | Chassis                                         | Motor                                 | Reifen | Grand Prix | Siege | Zweiter | Dritter | Poles | schn. Runden | Punkte | WM-Rang |
| ----------------------------------- | ------------------------ | ----------------------------------------------- | ------------------------------------- | ------ | ---------- | ----- | ------- | ------- | ----- | ------------ | ------ | ------- |
| 1950                                | Alfa Romeo SpA           | Alfa Romeo Tipo 158                             | Alfa Romeo L8C                        | P      | 6          | 6     | 4       | 3       | 6     | 6            | –      | –       |
| 1951                                | Alfa Romeo SpA           | Alfa Romeo Tipo 159                             | Alfa Romeo L8C                        | P      | 7          | 4     | 2       | 3       | 4     | 7            | –      | –       |
| 1952–1978: Kein Formel-1-Engagement |                          |                                                 |                                       |        |            |       |         |         |       |              |        |         |
| 1979                                | Autodelta                | Alfa Romeo 177 Alfa Romeo 179                   | Alfa Romeo 115-12 Alfa Romeo 1260 V12 | G      | 4          | –     | –       | –       | –     | –            | –      | –       |
| 1980                                | Marlboro Team Alfa Romeo | Alfa Romeo 179                                  | Alfa Romeo 1260 V12                   | G      | 14         | –     | –       | –       | 1     | –            | 4      | 11      |
| 1981                                | Marlboro Team Alfa Romeo | Alfa Romeo 179B Alfa Romeo 179C Alfa Romeo 179D | Alfa Romeo 1260 V12                   | M      | 15         | –     | –       | 1       | –     | –            | 10     | 9       |
| 1982                                | Marlboro Team Alfa Romeo | Alfa Romeo 179D Alfa Romeo 182                  | Alfa Romeo 1260 V12                   | M      | 16         | –     | –       | 1       | 1     | –            | 7      | 10      |
| 1983                                | Marlboro Team Alfa Romeo | Alfa Romeo 183T                                 | Alfa Romeo 890T V8                    | M      | 15         | –     | 2       | –       | –     | 1            | 18     | 6       |
| 1984                                | Benetton Team Alfa Romeo | Alfa Romeo 184T                                 | Alfa Romeo 890T V8                    | G      | 16         | –     | –       | 1       | –     | –            | 11     | 8       |
| 1985                                | Benetton Team Alfa Romeo | Alfa Romeo 185T Alfa Romeo 184TB                | Alfa Romeo 890T V8                    | G      | 16         | –     | –       | –       | –     | –            | 0      | –       |

### Alle Fahrer des Alfa-Romeo-Werksteams in der Formel-1-Weltmeisterschaft
Stand: Saisonende 1985
| Name                 | Jahre          | Grand Prix | Punkte | Siege | Zweiter | Dritter | Poles | SR | beste WM-Pos. |
| -------------------- | -------------- | ---------- | ------ | ----- | ------- | ------- | ----- | -- | ------------- |
| Bruno Giacomelli     | 1979–1982      | 49         | 13     | –     | –       | –       | 1     | –  | 15. (1981)    |
| Andrea de Cesaris    | 1980 1982–1983 | 33         | 21     | –     | 2       | 1       | 1     | 1  | 8. (1983)     |
| Riccardo Patrese     | 1984–1985      | 32         | 13     | –     | –       | 1       | –     | –  | 13. (1984)    |
| Eddie Cheever        | 1984–1985      | 32         | 3      | –     | –       | –       | –     | –  | 16. (1984)    |
| Mario Andretti       | 1981           | 15         | 3      | –     | –       | –       | –     | –  | 17. (1981)    |
| Mauro Baldi          | 1983           | 15         | 3      | –     | –       | –       | –     | –  | 16. (1983)    |
| Juan Manuel Fangio   | 1950–1951      | 13         | 64     | 6     | 2       | –       | 4     | 4  | 1. (1951)     |
| Giuseppe Farina      | 1950–1951      | 13         | 52     | 4     | –       | 3       | 2     | 3  | 1. (1950)     |
| Patrick Depailler    | 1980           | 8          | –      | –     | –       | –       | –     | –  | –             |
| Luigi Fagioli        | 1950–1951      | 7          | 32     | 1     | 4       | 1       | –     | –  | 3. (1950)     |
| Vittorio Brambilla   | 1979–1980      | 5          | –      | –     | –       | –       | –     | –  | –             |
| Consalvo Sanesi      | 1950–1951      | 5          | 3      | –     | –       | –       | –     | –  | 12. (1951)    |
| Felice Bonetto       | 1951           | 4          | 7      | –     | –       | 1       | –     | –  | 8. (1951)     |
| Toulo de Graffenried | 1951           | 3          | 2      | –     | –       | –       | –     | –  | 16. (1951)    |
| Reg Parnell          | 1950           | 1          | 4      | –     | –       | 1       | –     | –  | 9. (1950)     |
| Piero Taruffi        | 1950           | 1          | –      | –     | –       | –       | –     | –  | –             |
| Paul Pietsch         | 1951           | 1          | –      | –     | –       | –       | –     | –  | –             |